# 東港東隆宮

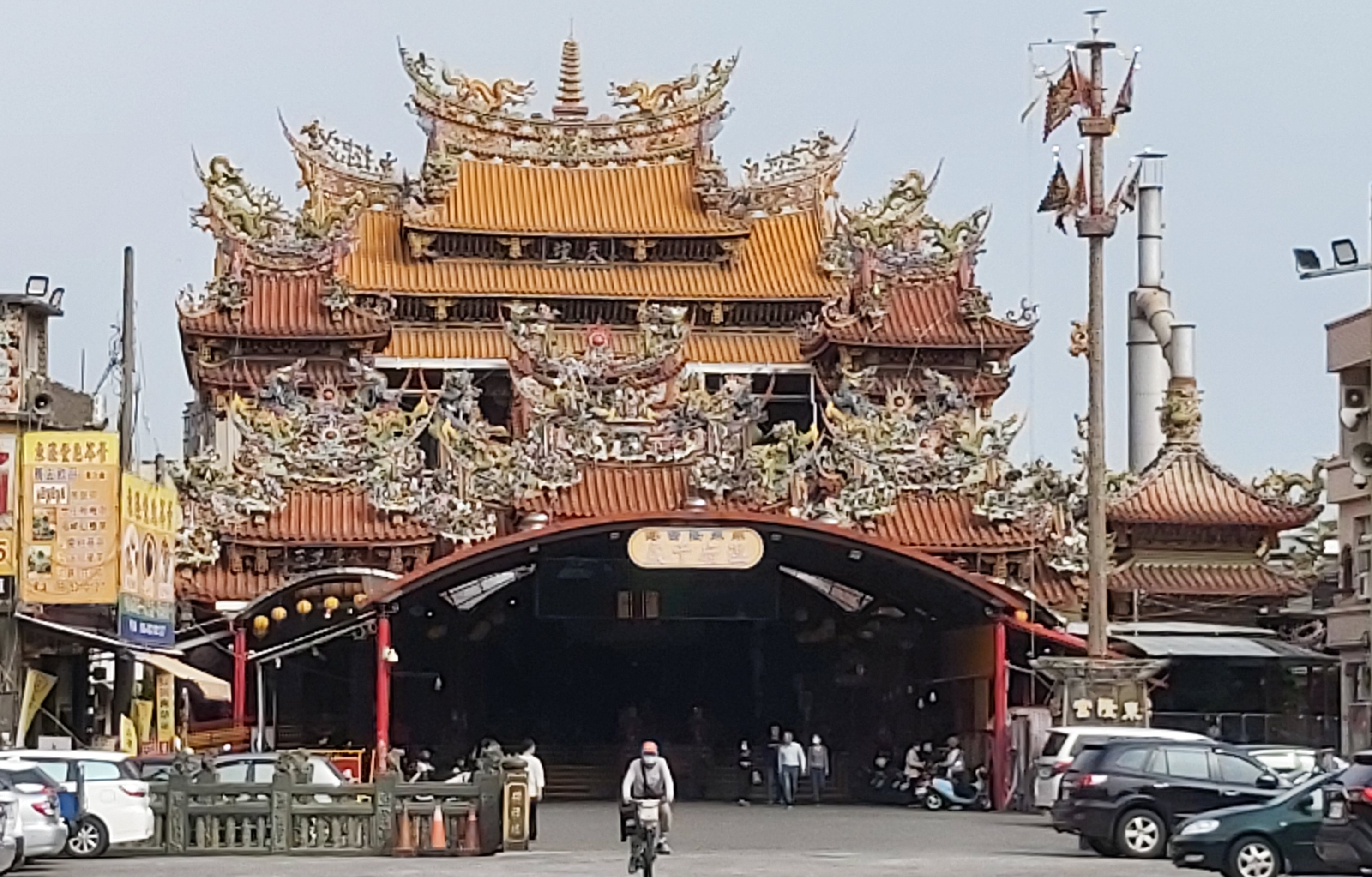
東港東隆宮正殿

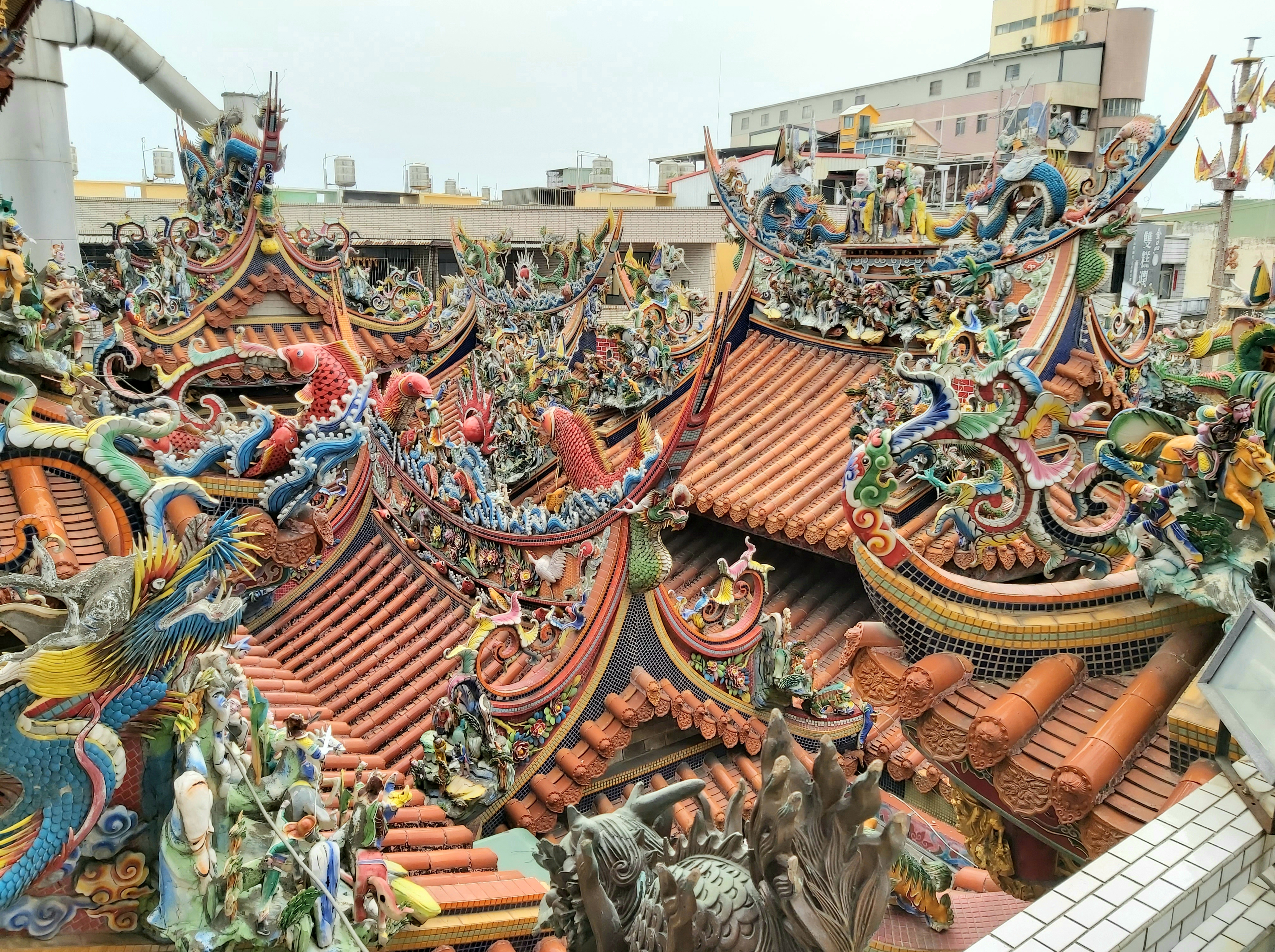
東港東隆宮廟簷

東港東隆宮，位於臺灣屏東縣東港鎮東隆里，是一座臺灣民間信仰廟宇，也是南部著名的王爺信仰重鎮與東港的信仰中心，主祀溫府千歲，以財團法人臺灣省屏東縣東港東隆宮董事會作為管理主體。

## 溫府千歲

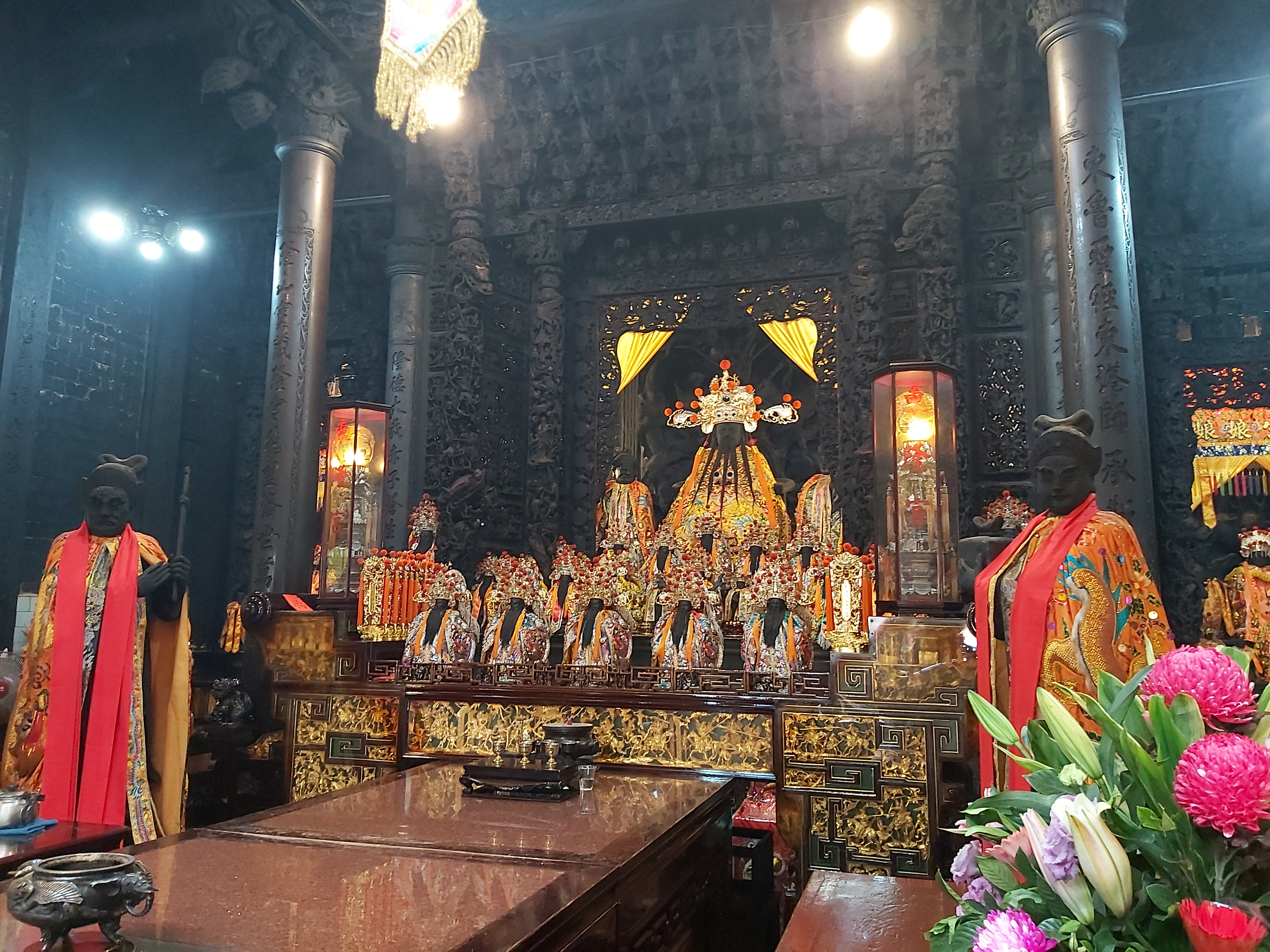
正殿室內

東港東隆宮主神姓溫，名鴻，字德修。生於隋煬帝大業五年（公元609年，農曆己巳年十一月初一日），齊郡曆城縣白馬巷(今山東省濟南市歷城區)人，書香門第，自幼聰穎，稍長文武兼備，交遊廣至四方，風雲際會，適逢於唐朝貞觀年代，唐太宗微服出遊，遇險困危，溫鴻捨身救駕，功居其首，皇帝賜他進士出身，其時與溫鴻義結金蘭之救駕者三十六人，一併賜封進士，皇帝酬功任他出仕山西知府，到任後政通人和，清廉愛民，興學育才，地方大治，民稱父母。
後來時值鄰近地方賊寇作亂，勢甚猖獗，民不聊生，官兵出剿無功，群臣乏策，最後皇帝派溫鴻統領軍隊討伐，三十六進士亦領精兵一同進剿。溫鴻用兵如神，舉兵直搗賊穴，賊酋授首，群賊四竄，主帥下令招撫，數萬叛軍來歸，自此國泰民安。溫鴻班師回朝，受上誥賞，策封王爺。
太平盛世，三十六進士奉旨巡行天下，宣揚大唐德威。一次乘船出巡不幸在海上遇險，其三十六義兄弟全部罹難無一倖免，據當時幸運生還的水手與侍從目睹，三十六進士喪生之時，有聞仙樂飄奏，海上即時呈現一片祥雲紫氣，世人咸認溫鴻之死乃解脫而成神，太宗得聞此一訊息，痛失功臣之余，復信其成神之說，乃追封「代天巡狩」，頒旨全國建廟奉祠春秋致祭，敕封永享人間香火，並下旨建巨舶，名為「溫王船」，內奉溫王爺及其結義兄弟之神位，于清醮畢送入海中，王船上有御書「遊府吃府，遊縣吃縣」八字，敕告天下，凡溫王船所到之處，百姓府官一體奉迎，均應殺豬宰羊設祭，大事供祀，以慰溫王在天之靈。
溫王成神之後，經常在閩浙沿海地區顯靈，每當船隻在海上遇到驚濤風險時，若見檣懸「溫」字旗字之巨船出現，立即風平浪靜，履險如夷，自後王船所及之處，必造福地方，庇謢百姓。中國福建的泉、漳二州，對於溫王爺在海上顯靈護航之事，皆耳熟能詳，人人稱頌。臺灣早期因地廣人稀，溫王爺未曾在臺出現，直到鄭氏東寧、清國統治兩代，移民渡海來臺者日眾，出海的漁民恒以溫王爺為其精神之所寄，約在康熙二十三年（公元1684年）東港地區設置巡檢署，中國福建泉、漳兩州人士定居東港時均奉祀溫王爺以保平安，迄康熙四十五年（公元1706年），距今近三百餘年，東港海岸上發現神木漂來，神靈顯示溫王欲在臺灣定居，東港居民相信王爺是為地方造福，興隆有望，將神木興建溫王爺廟，名為「東隆宮」，此即臺灣溫王信仰肇基之始。

## 主祀暨副祀神佛

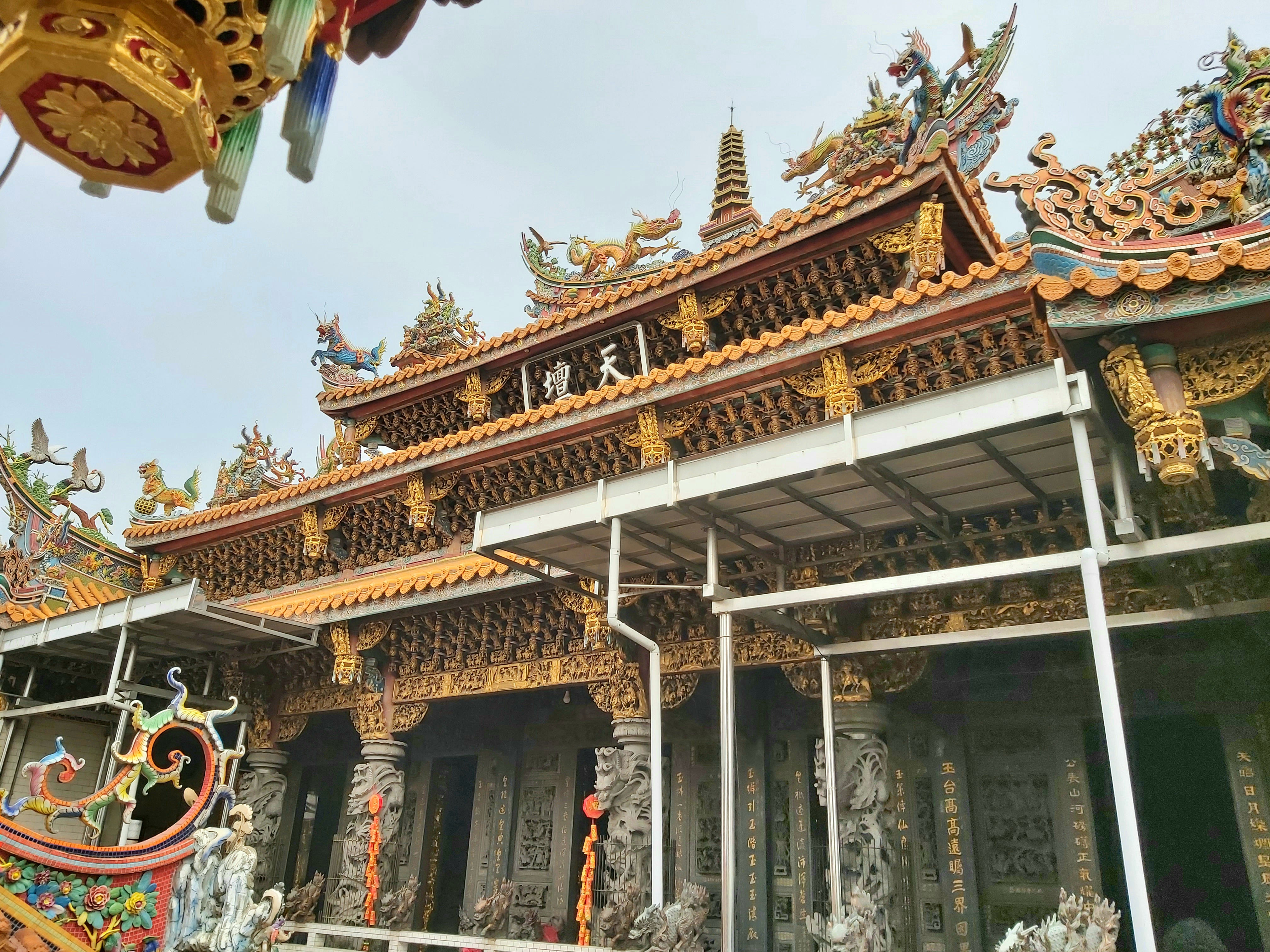
天壇（天公殿）

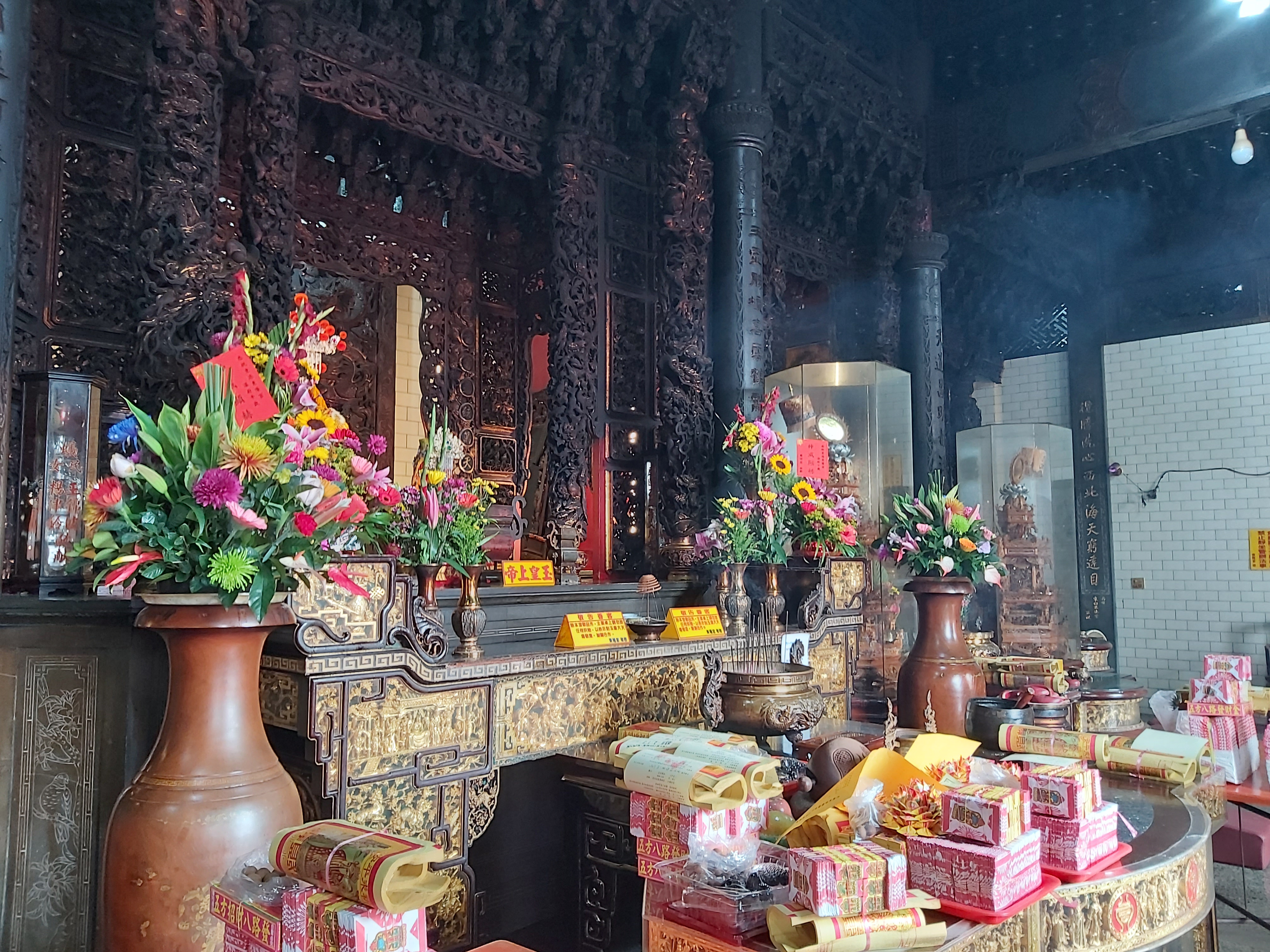
天壇室內

- 一樓正殿

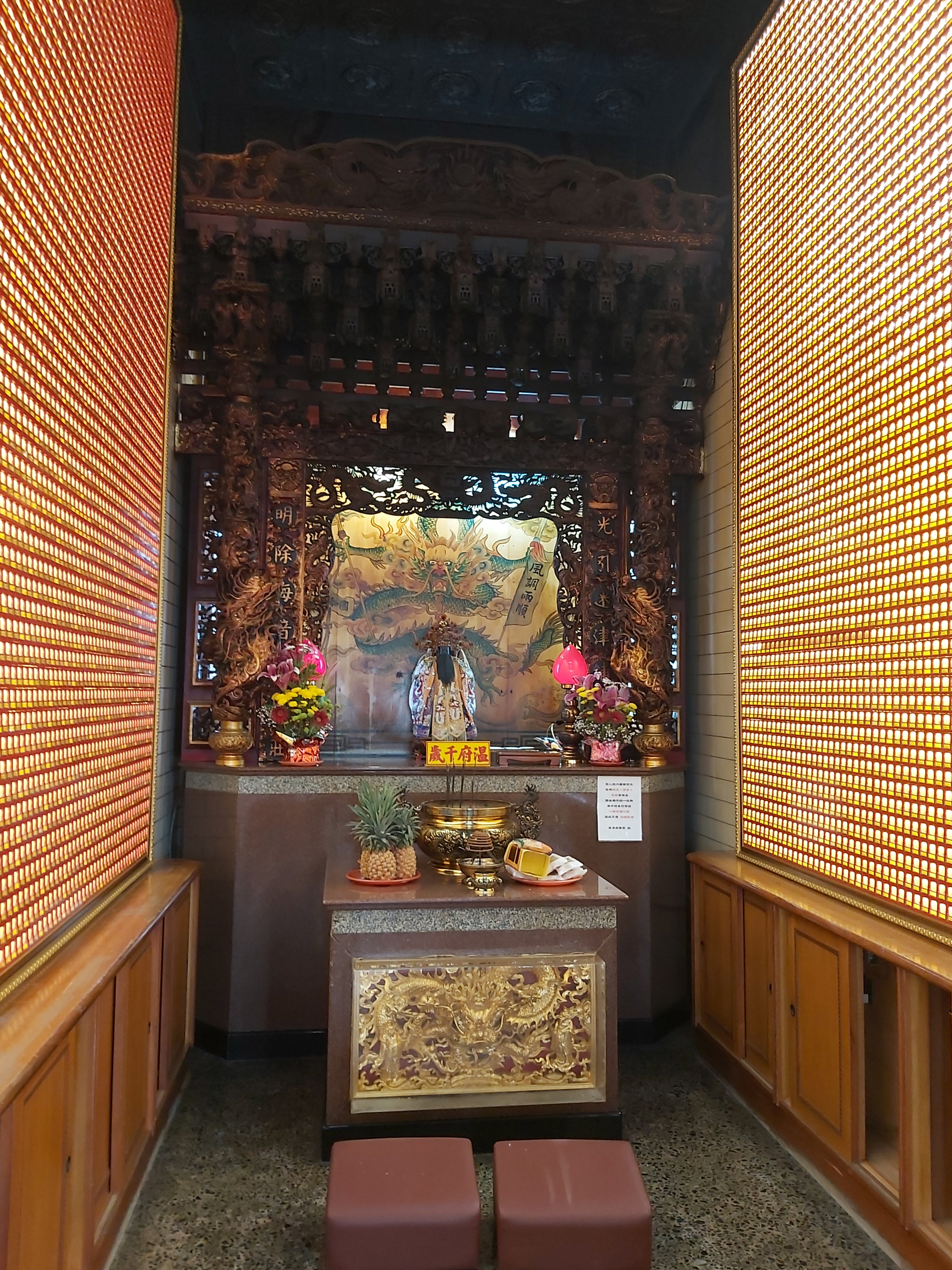
主祀：溫府千歲
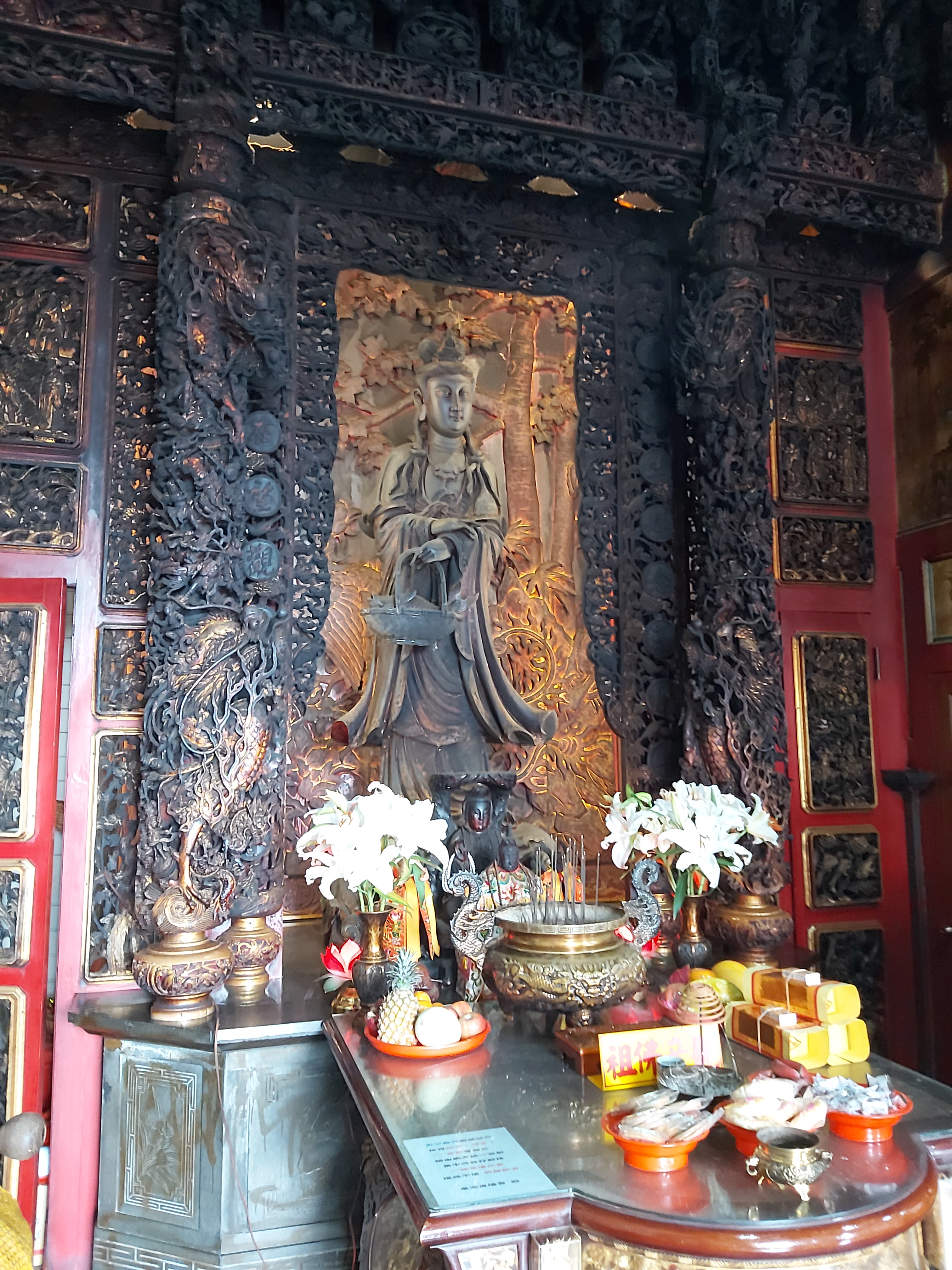
觀音佛祖
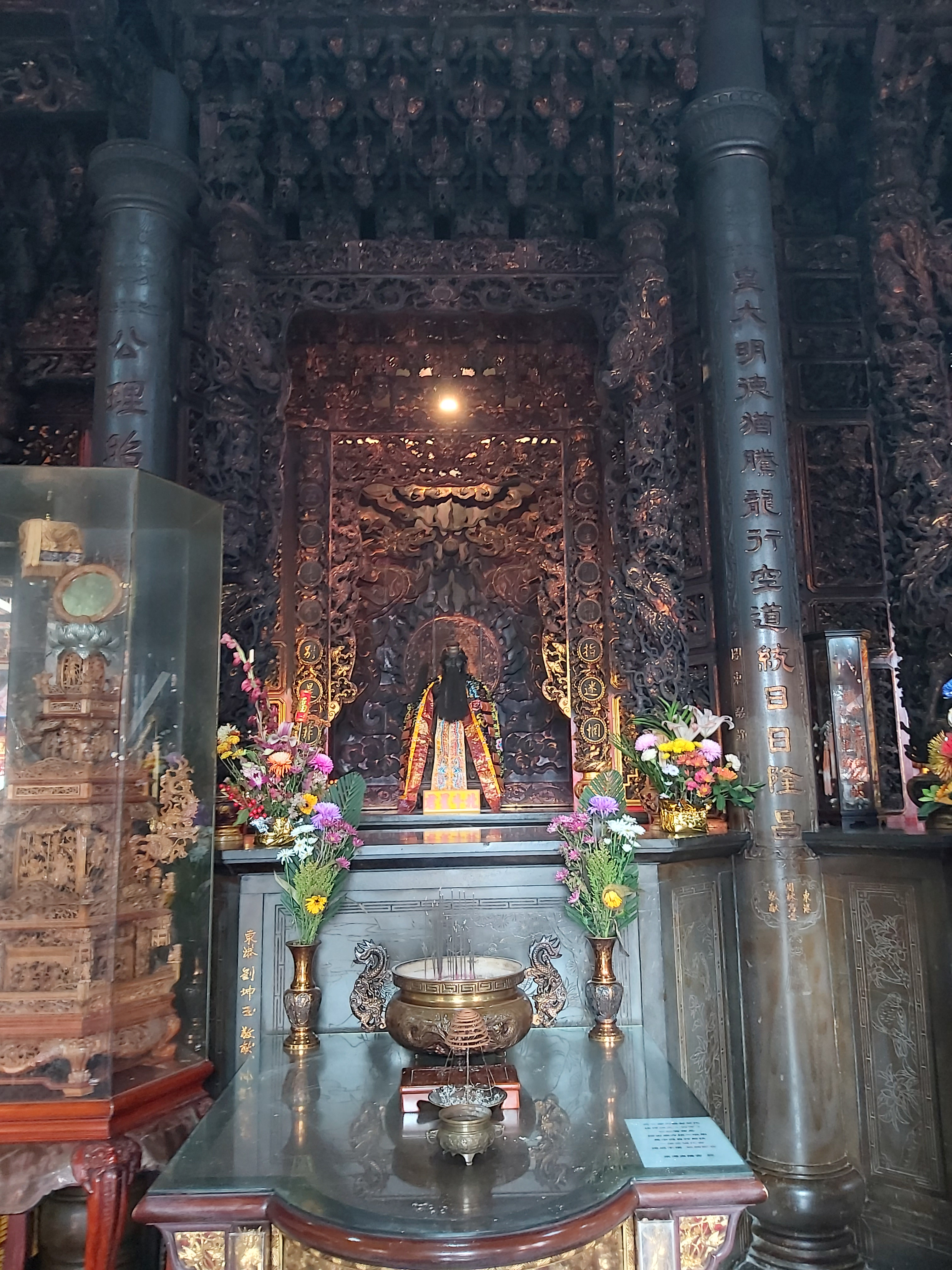
北斗星君
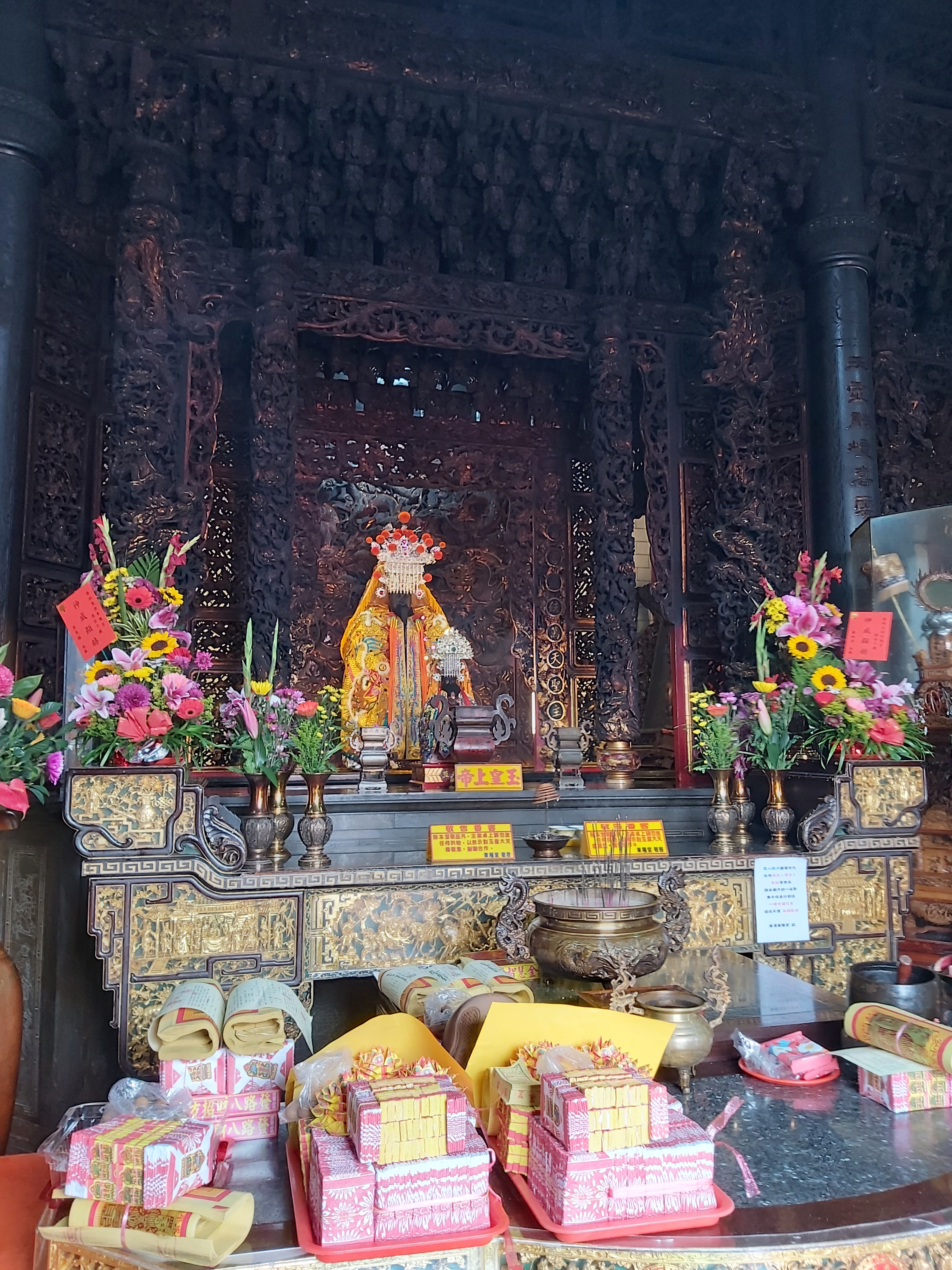
玉皇上帝
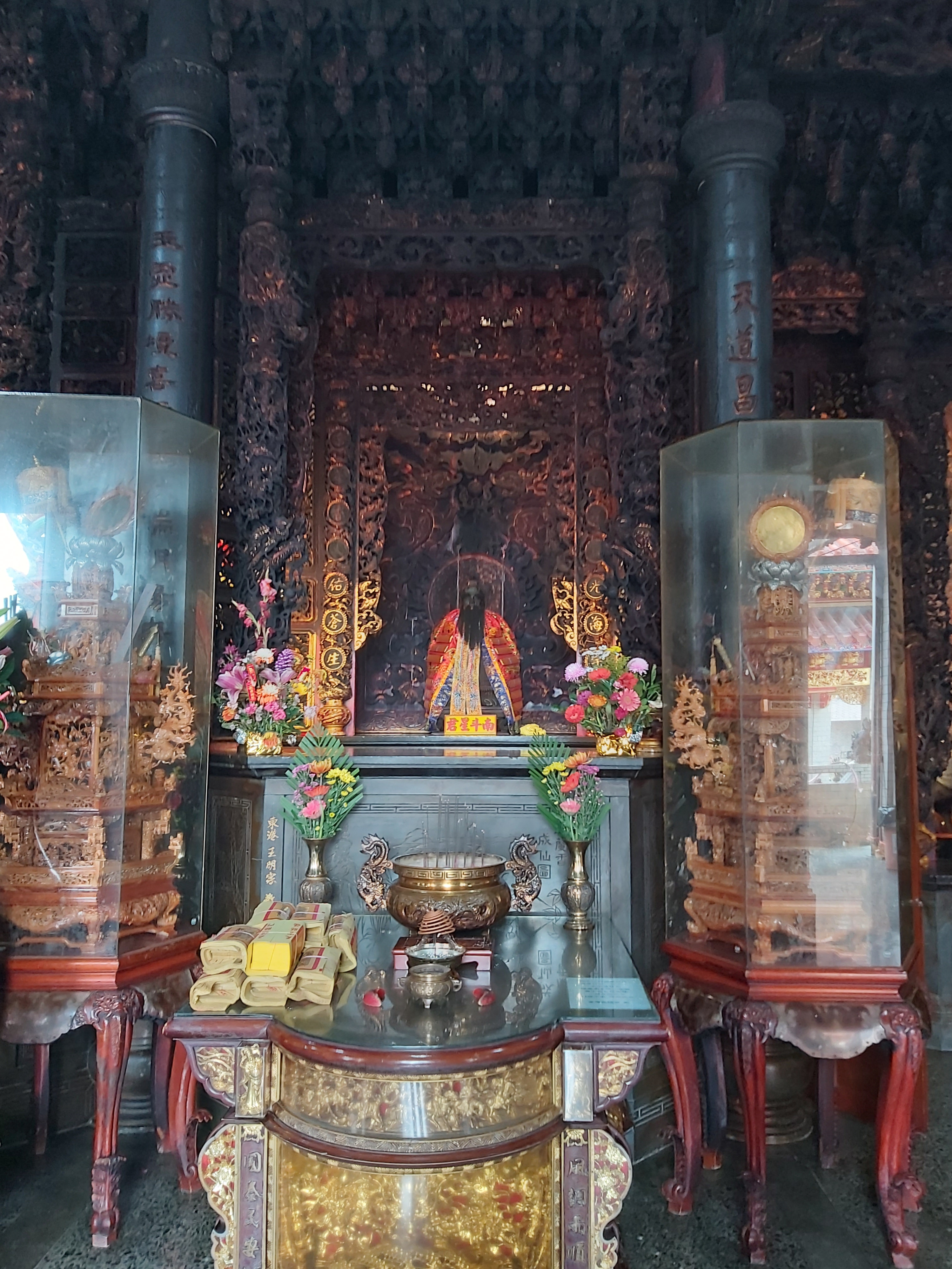
南斗星君
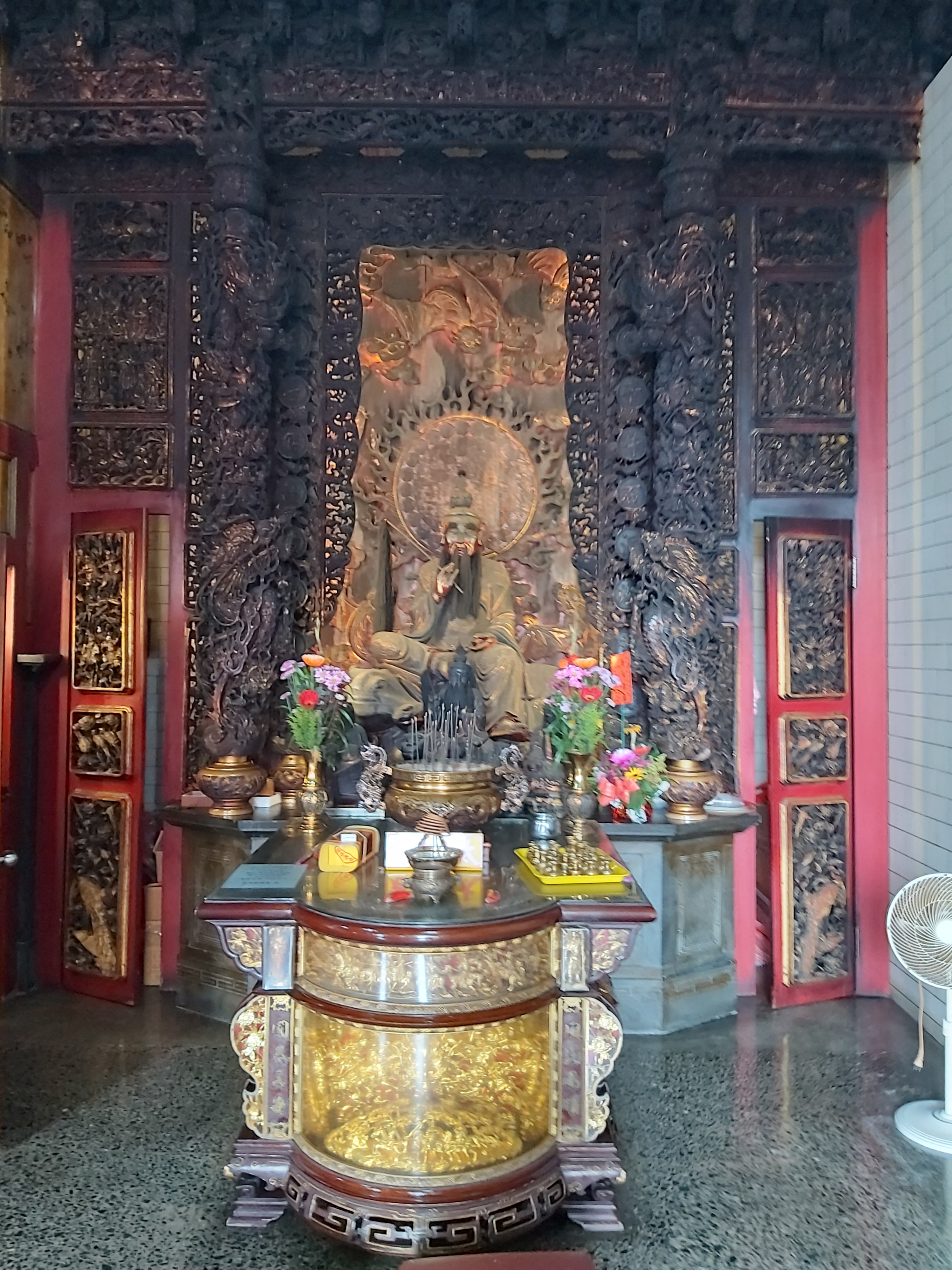
太上老君
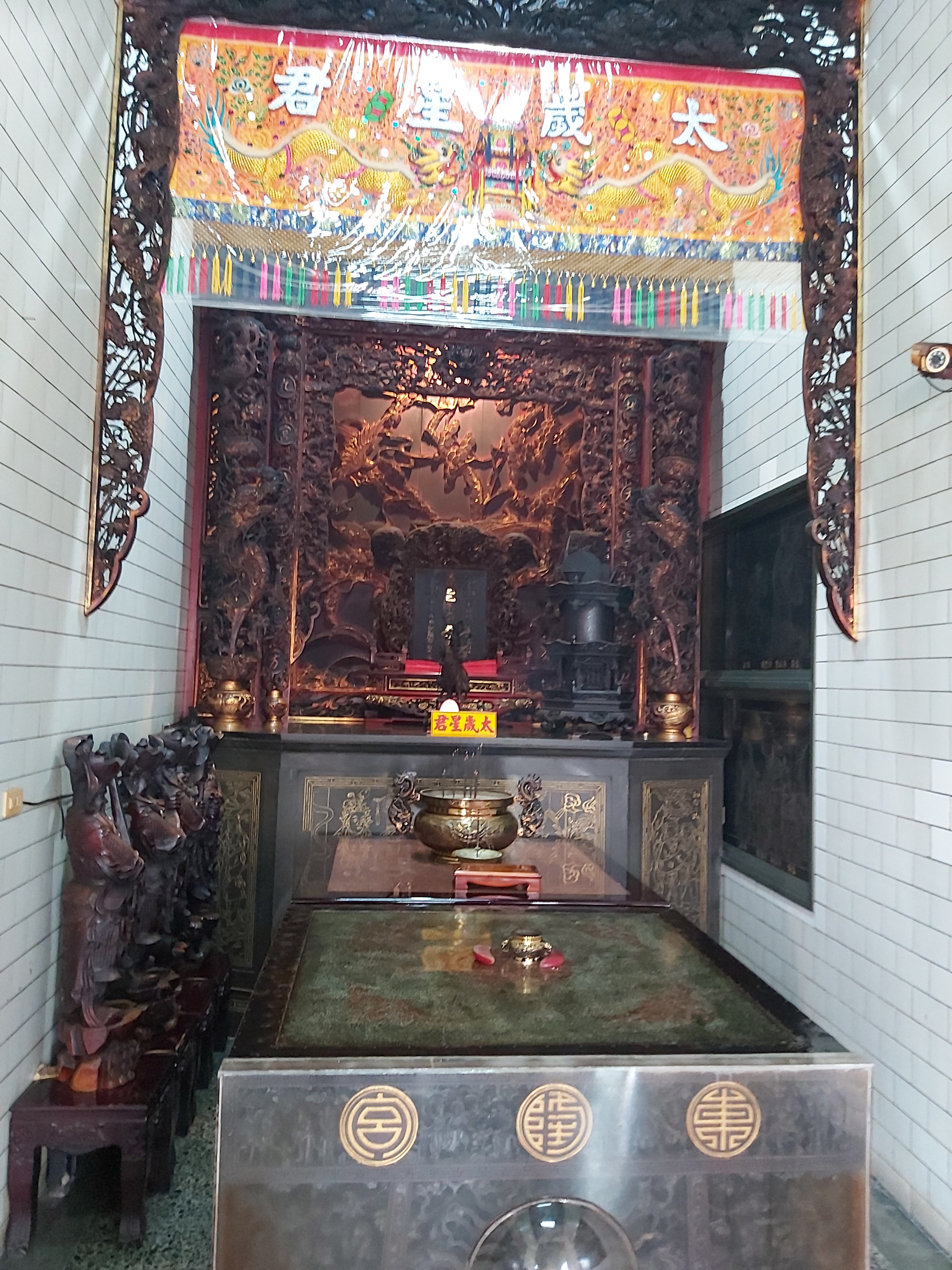
太歲星君

- 副祀：福德正神（土地公）與註生娘娘
- 左右偏殿：水僊尊王與境主尊神、鎮殿溫王船（有「小船載出，大船載入」的祭祀寓意）、以及中軍府
（註：在迎王祭典中，中軍爺具有擔任監造王船、代天巡狩千歲爺幕府的地位。廟方通常在配合迎王祭典之下，奉祀正科中軍爺乙位、以及值年中軍爺2位）

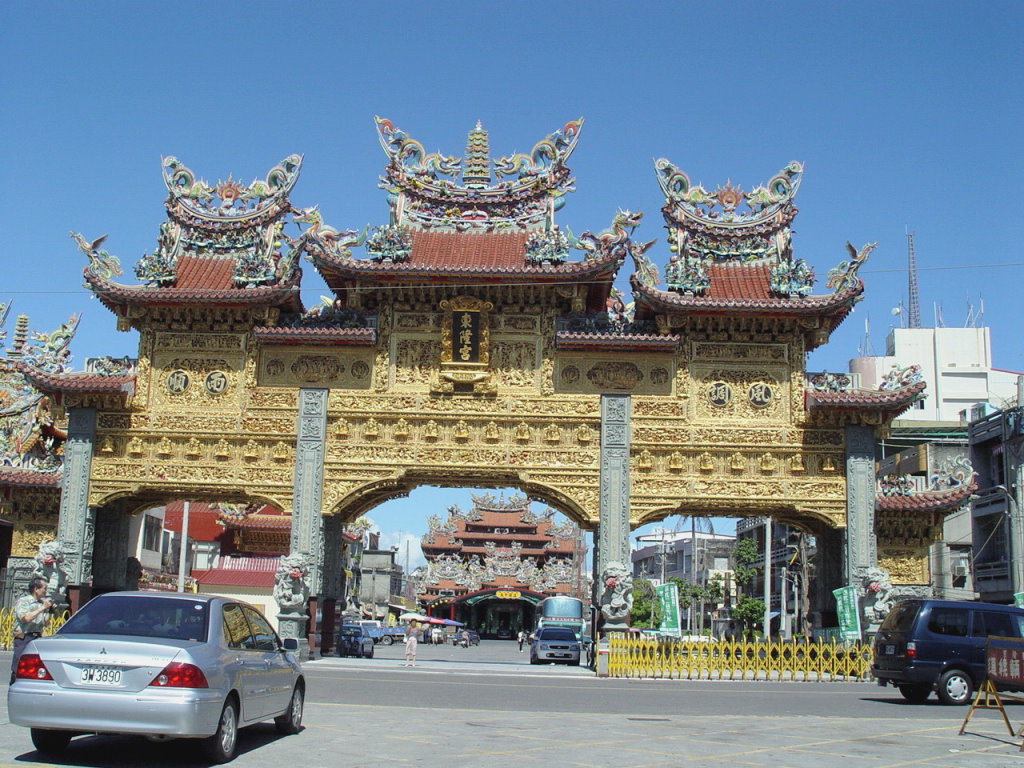
「黃金牌樓」（前）與正殿（後）
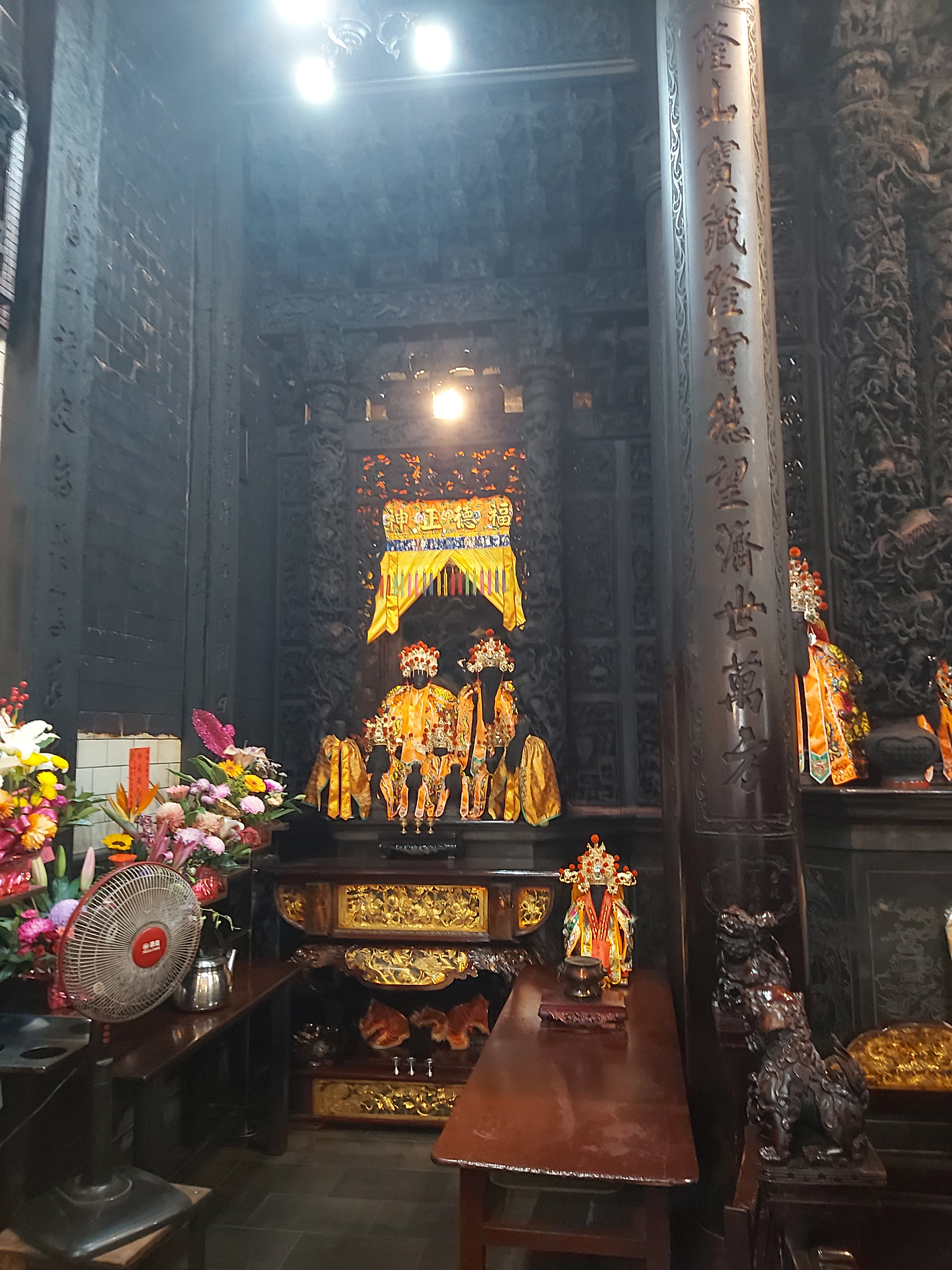
福德正神
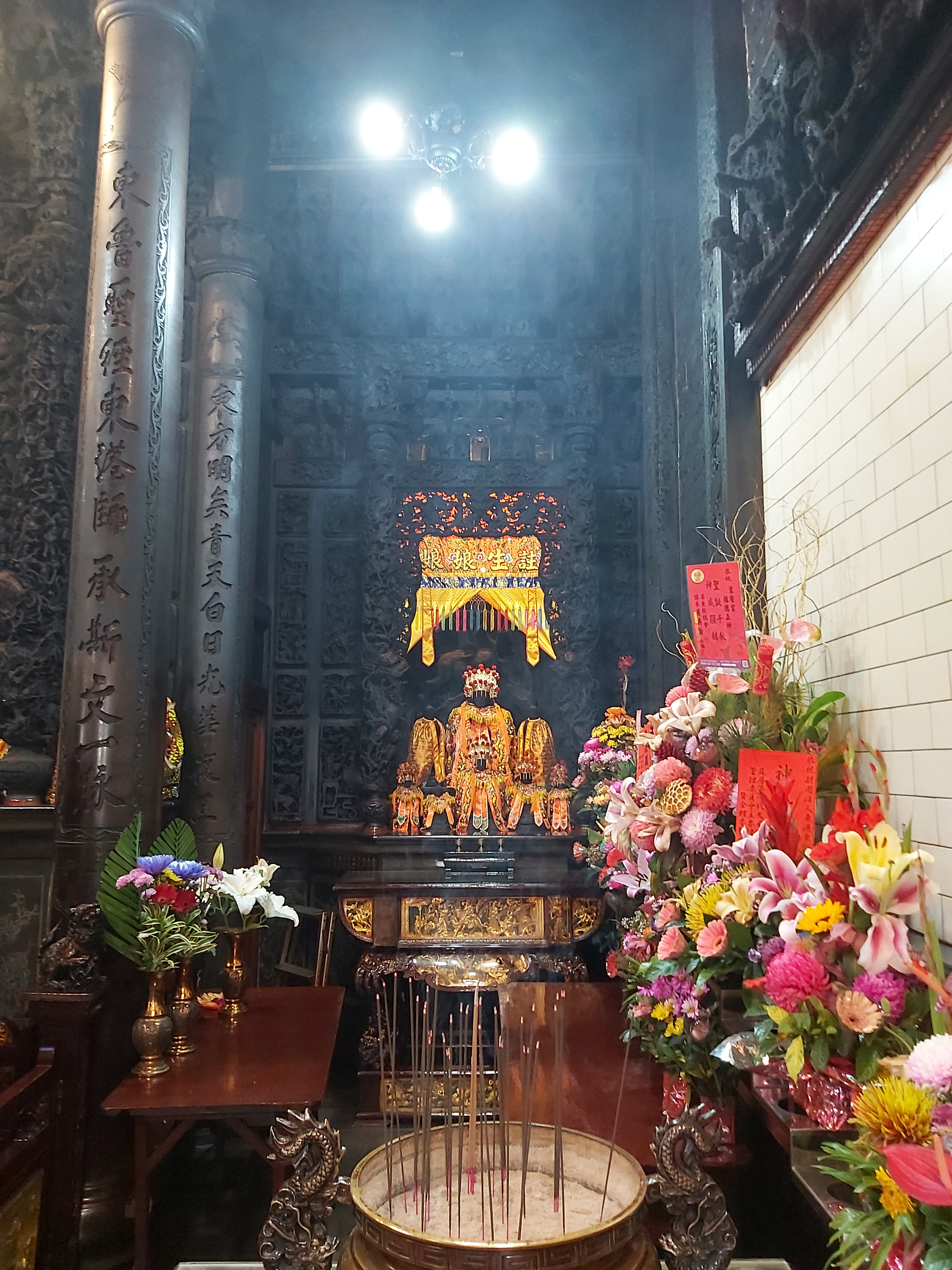
註生娘娘
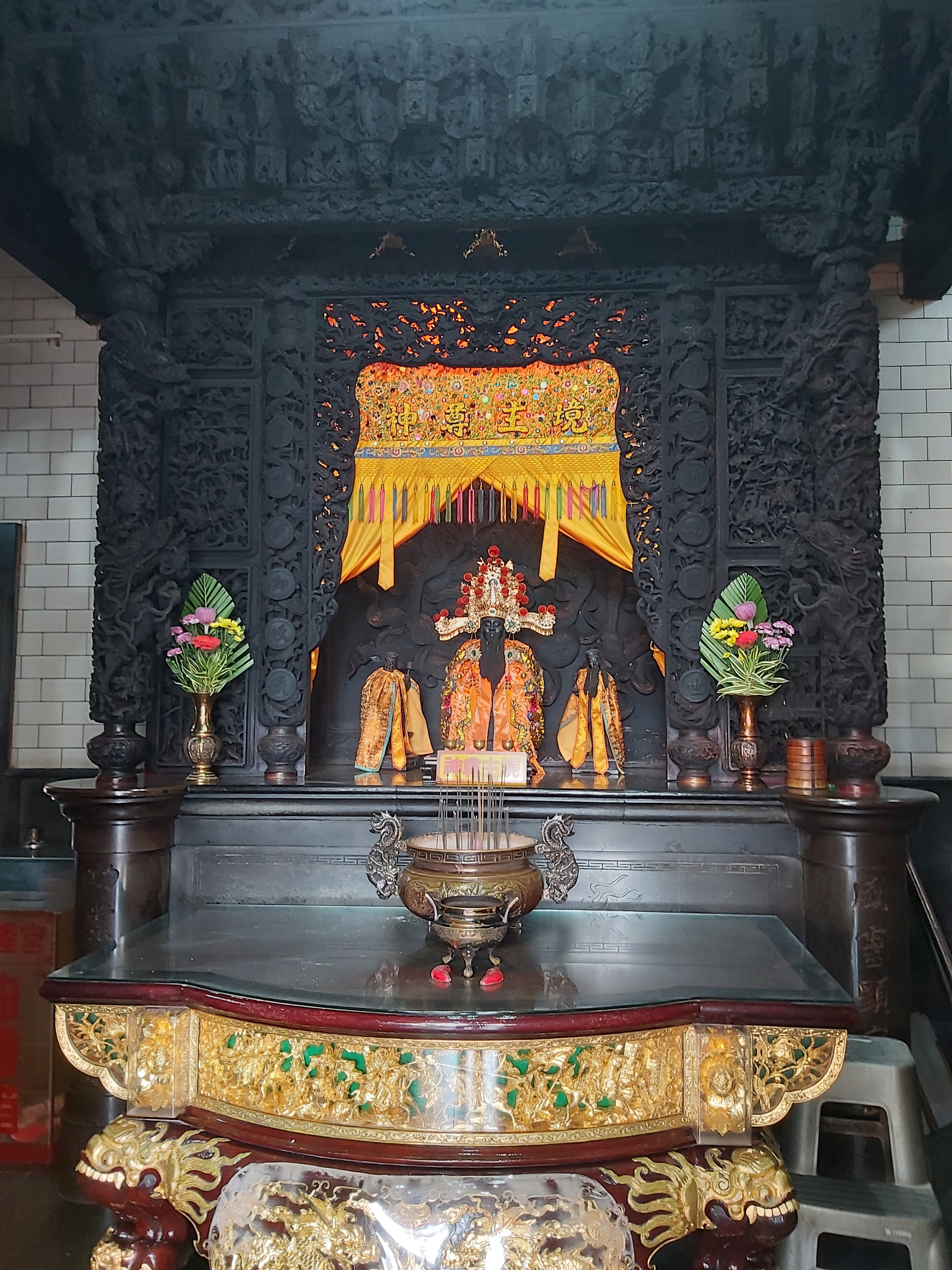
境主尊神
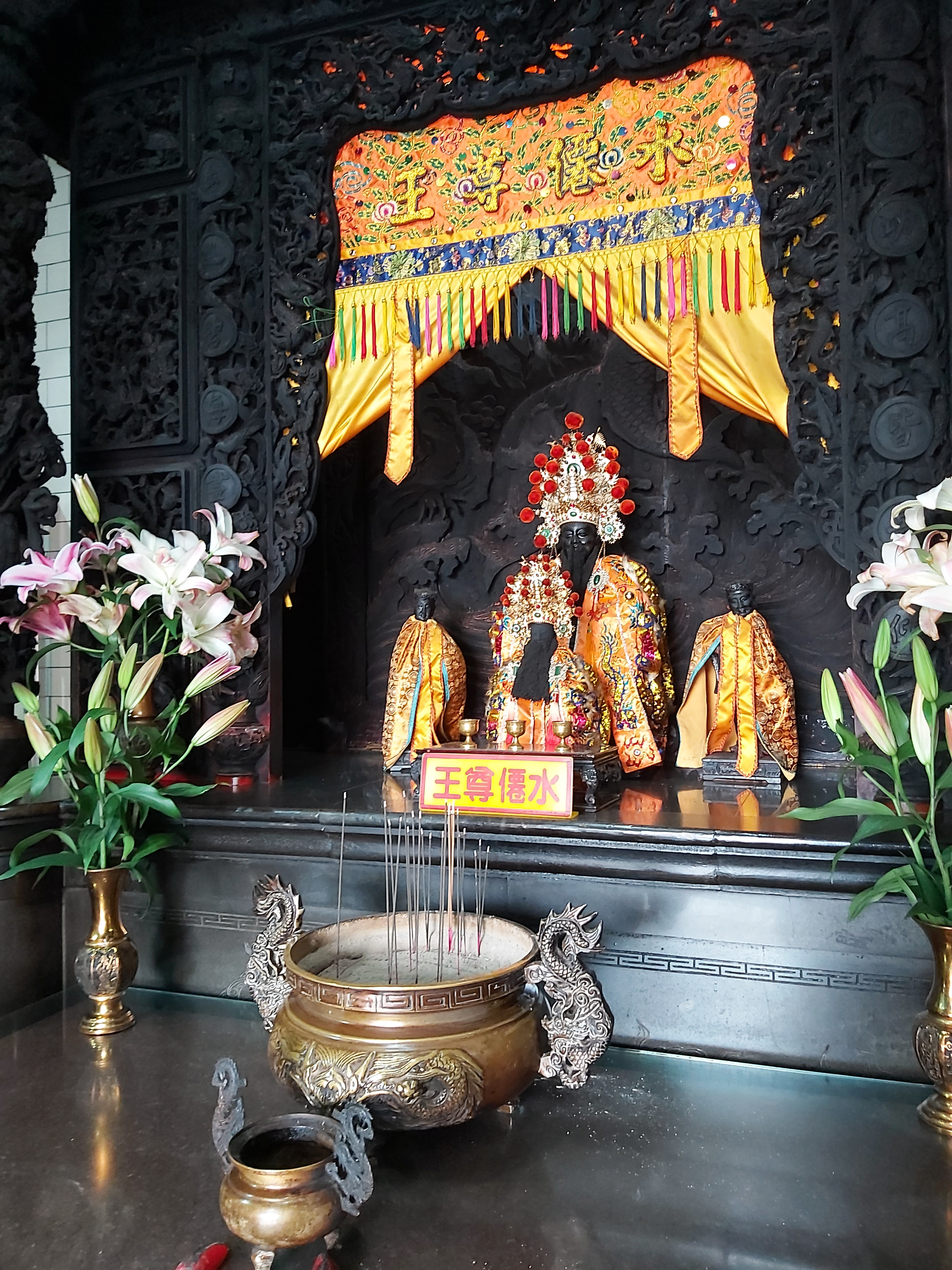
水僊尊王
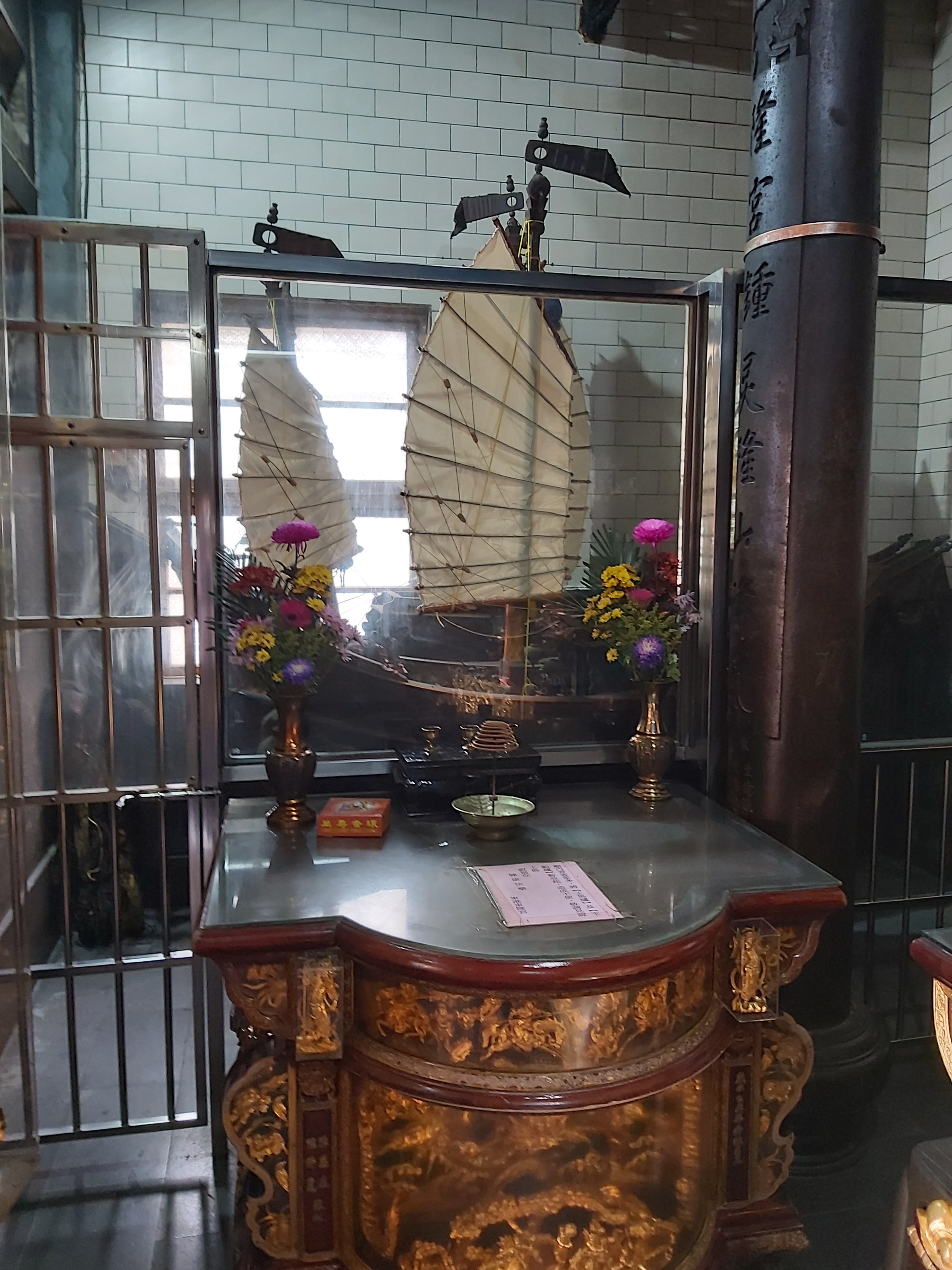
鎮殿溫王船

- 二樓先師殿

- 制字先師倉頡
- 至聖先師孔子
- 亞聖孟子
- 百年鎮殿溫王船（原一樓之鎮殿王船。具體啟用時間已不可考，按耆老口述早在清光緒年間便在東隆宮奉祀）

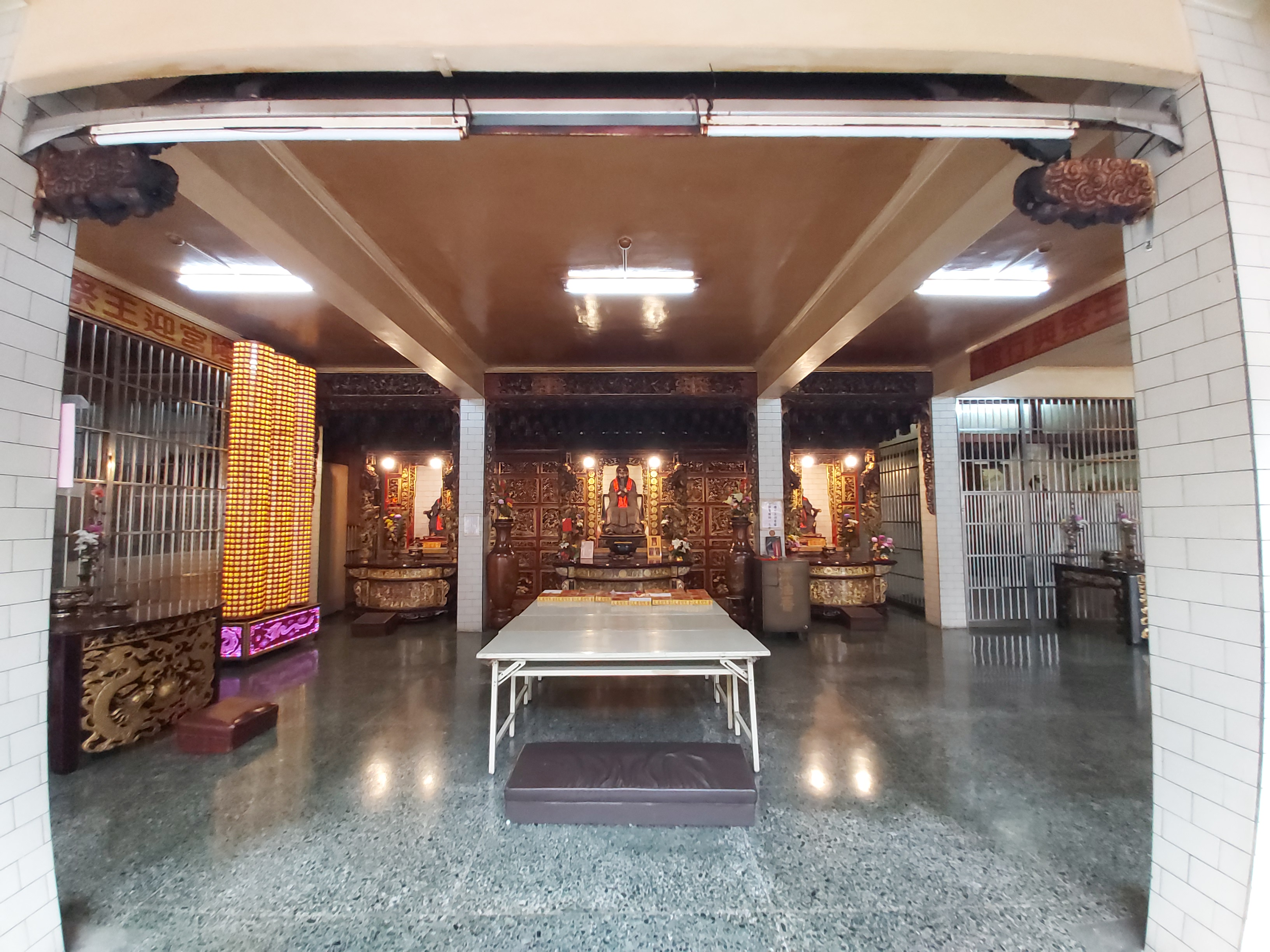
先師殿
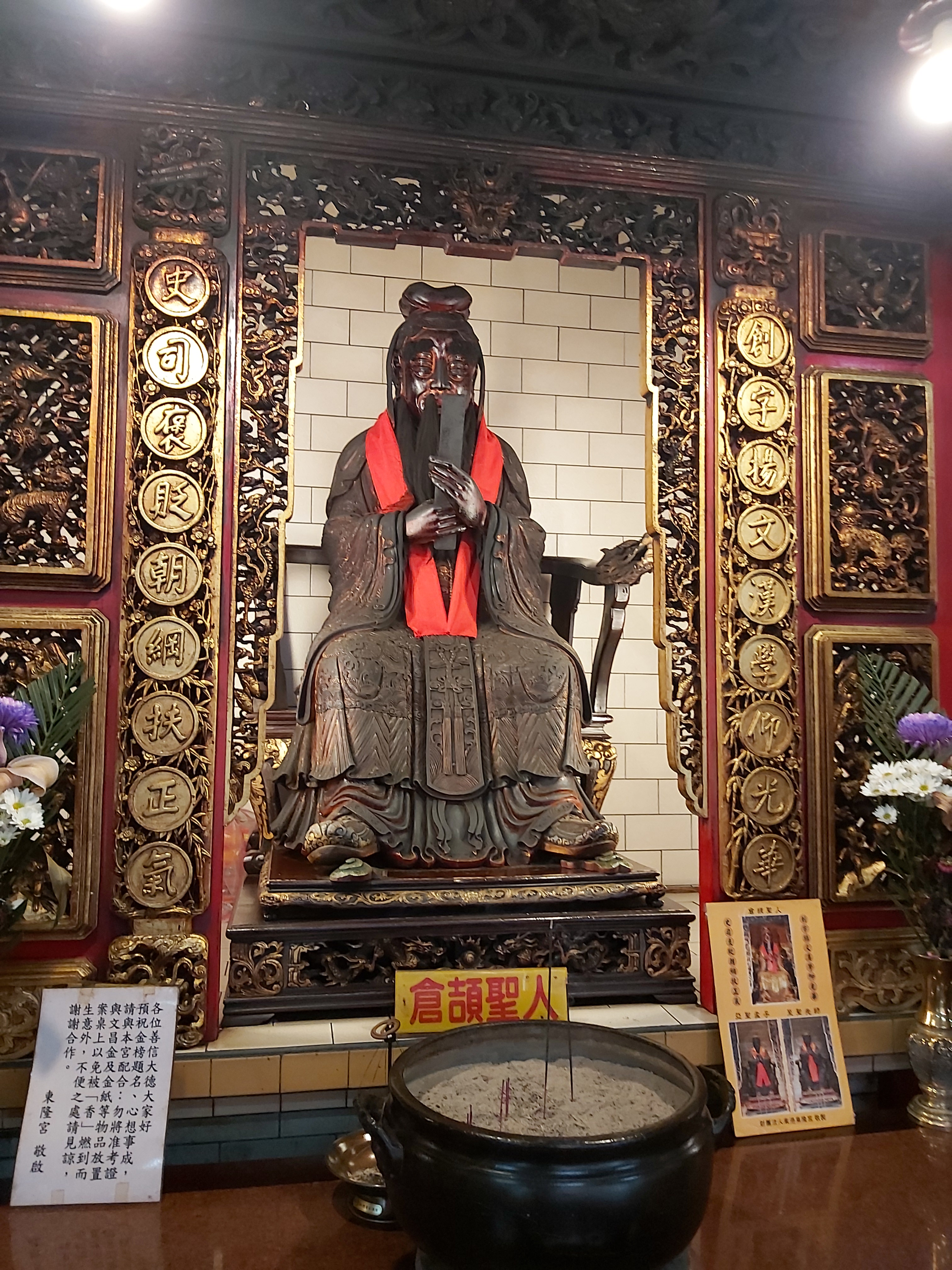
倉頡聖人
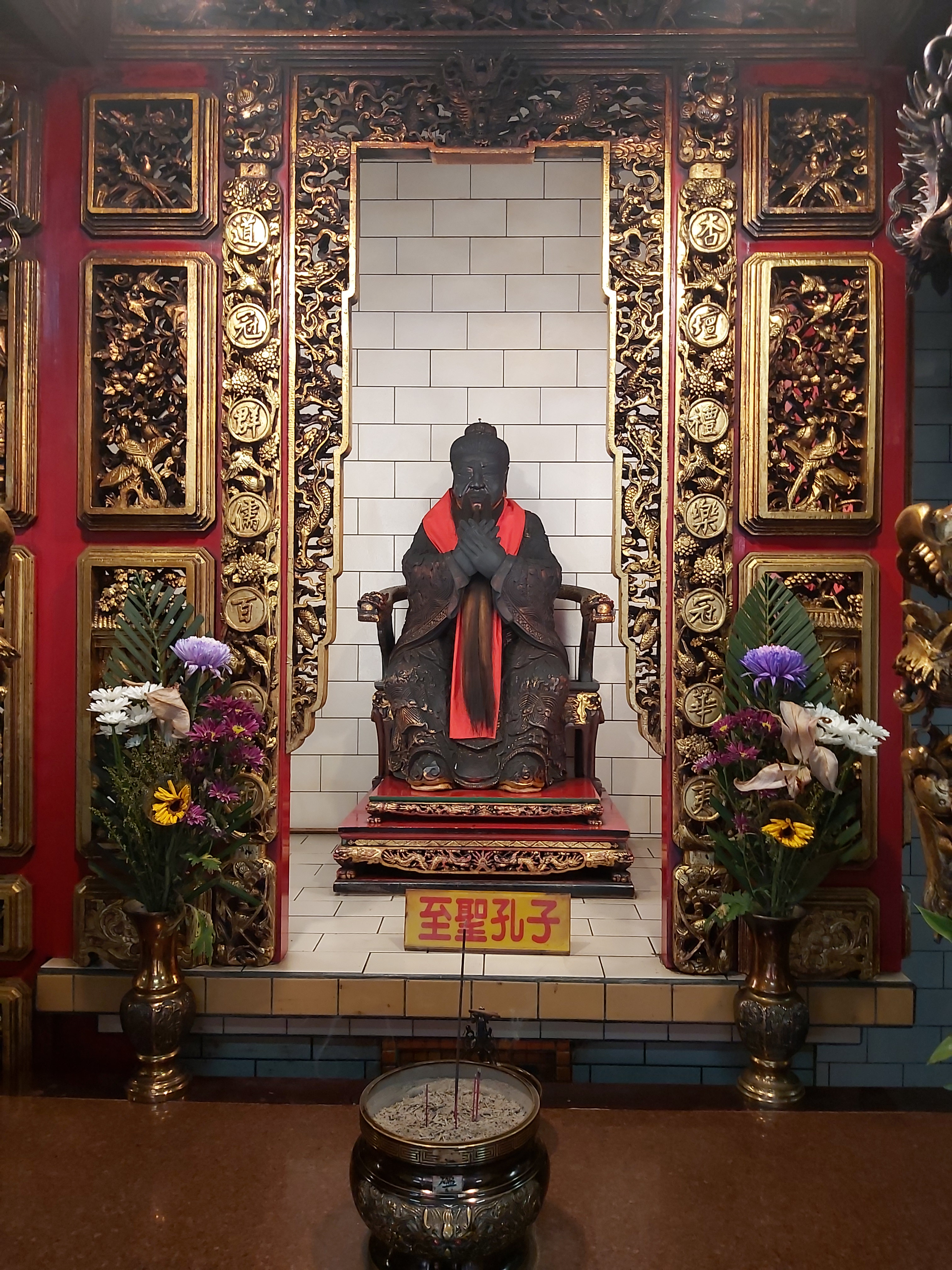
至聖孔子
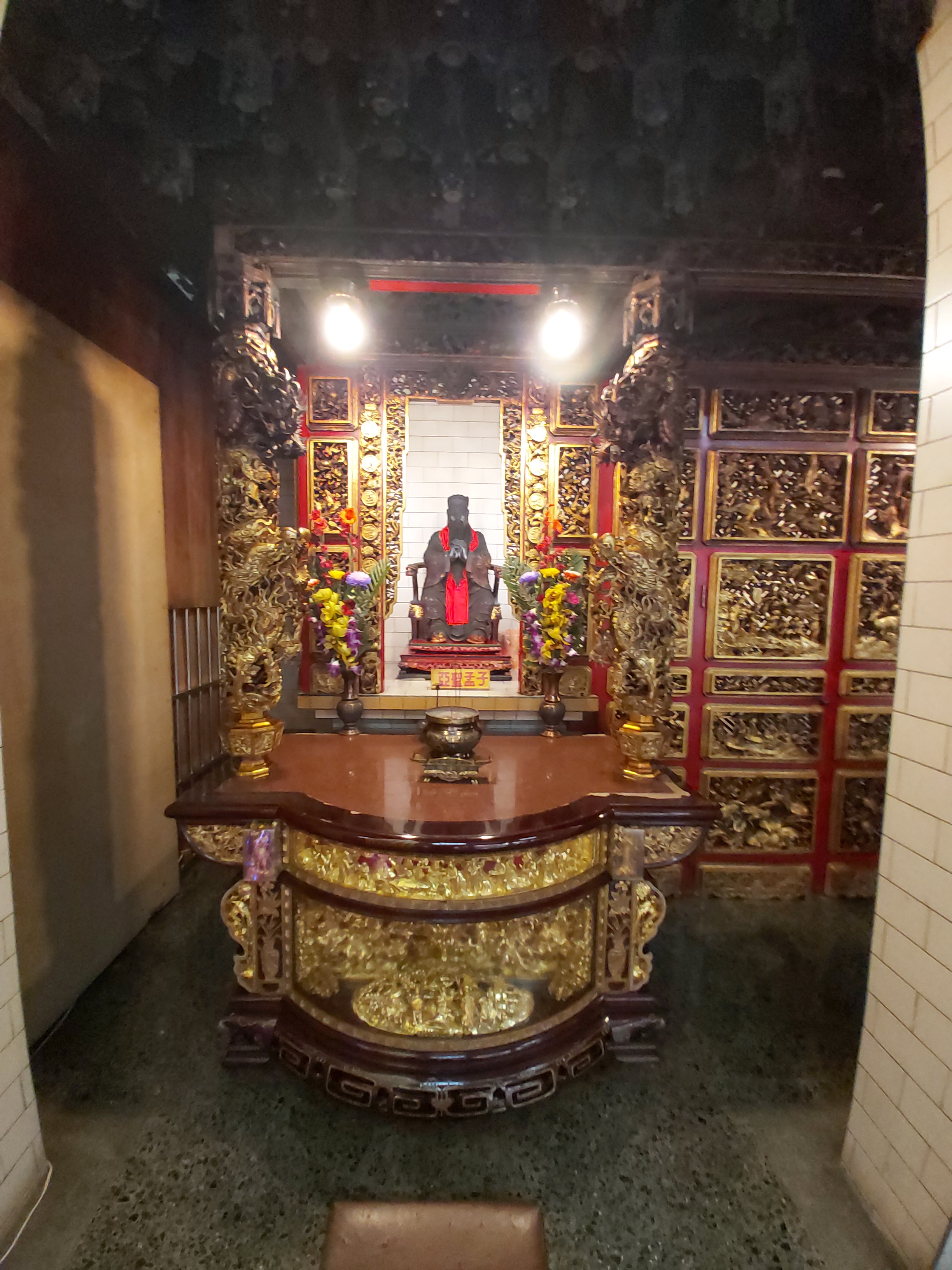
亞聖孟子
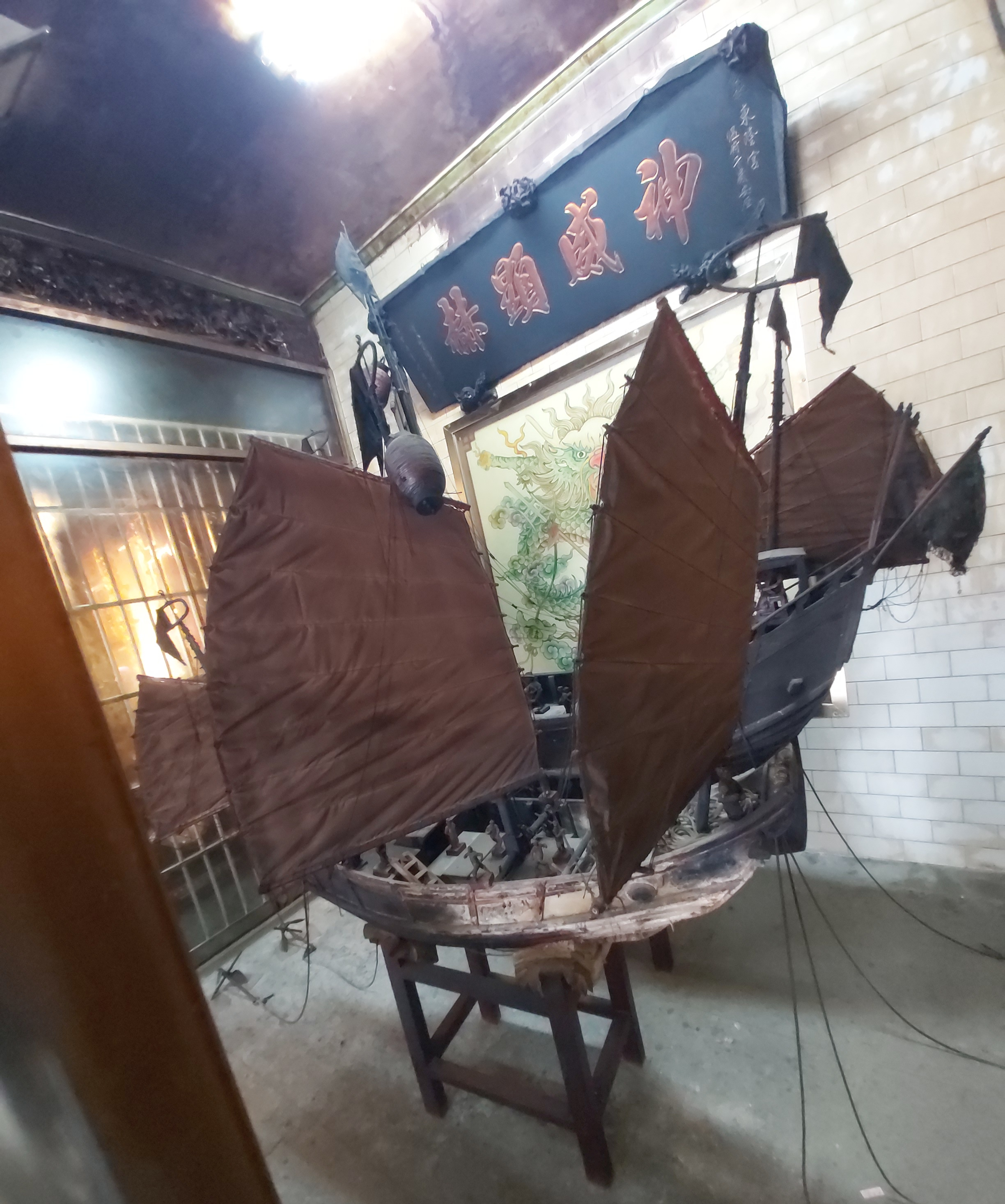
百年溫王船

- 三樓天壇（又稱靈霄寶殿、天公殿）

- 玉皇上帝
- 南斗星君
- 北斗星君
- 觀自在菩薩
- 道德天尊

- 溫府千歲
- 觀音佛祖
- 北斗星君
- 玉皇上帝
- 南斗星君
- 太上老君
- 太歲星君

## 建廟沿革
相傳，清治康熙年間，居住於東港地區的移民就已經開始奉祀溫府千歲。清治康熙四十五年（西元1706年），東港海岸上發現大批寫有「東港溫記」字樣的木材漂來，神靈顯示溫府千歲欲在此地建廟，於是鄉民為之立廟，取名「東隆宮」，意為「東港興隆」。
清治光緒二十年（西元1894年），東港海嘯大水災，東隆宮被水淹沒，東港士紳林合發動村民，衝入搶救神像，搶救方畢同一時段，東隆宮廟身頓時完全坍毀，人皆視為神蹟，對溫府千歲的信仰更加堅定，又另擇有風水地理位置極佳的『浮水蓮花』地穴之地重建廟宇。
因為神威顯赫，信徒日增，經過二次大戰日本戰敗、國民政府接收臺灣（西元1945年）以來的多次重建、整修，東隆宮以新修巍峨正殿與俗稱「黃金牌樓」的金製轅門，威震東港。

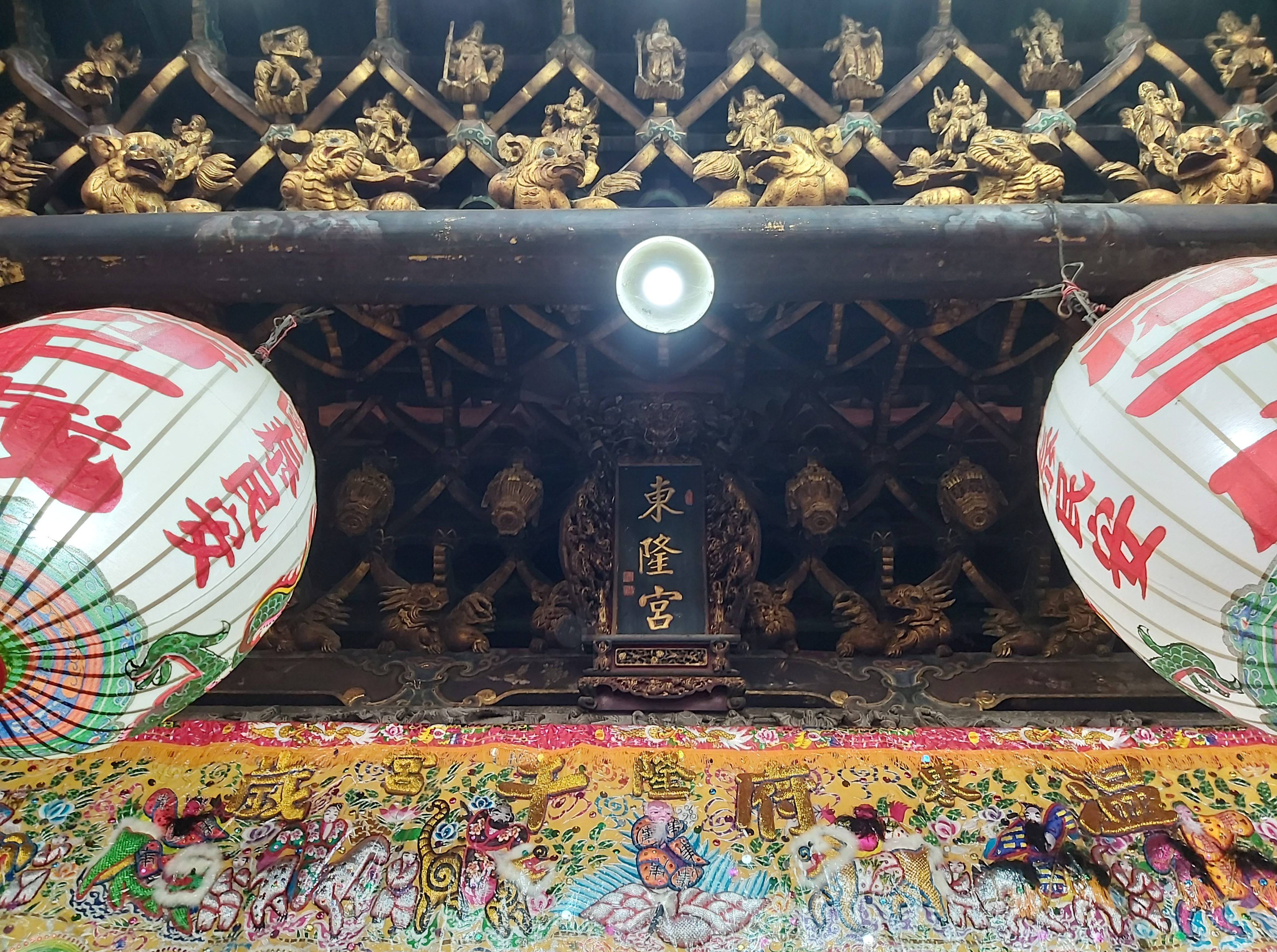
牌匾
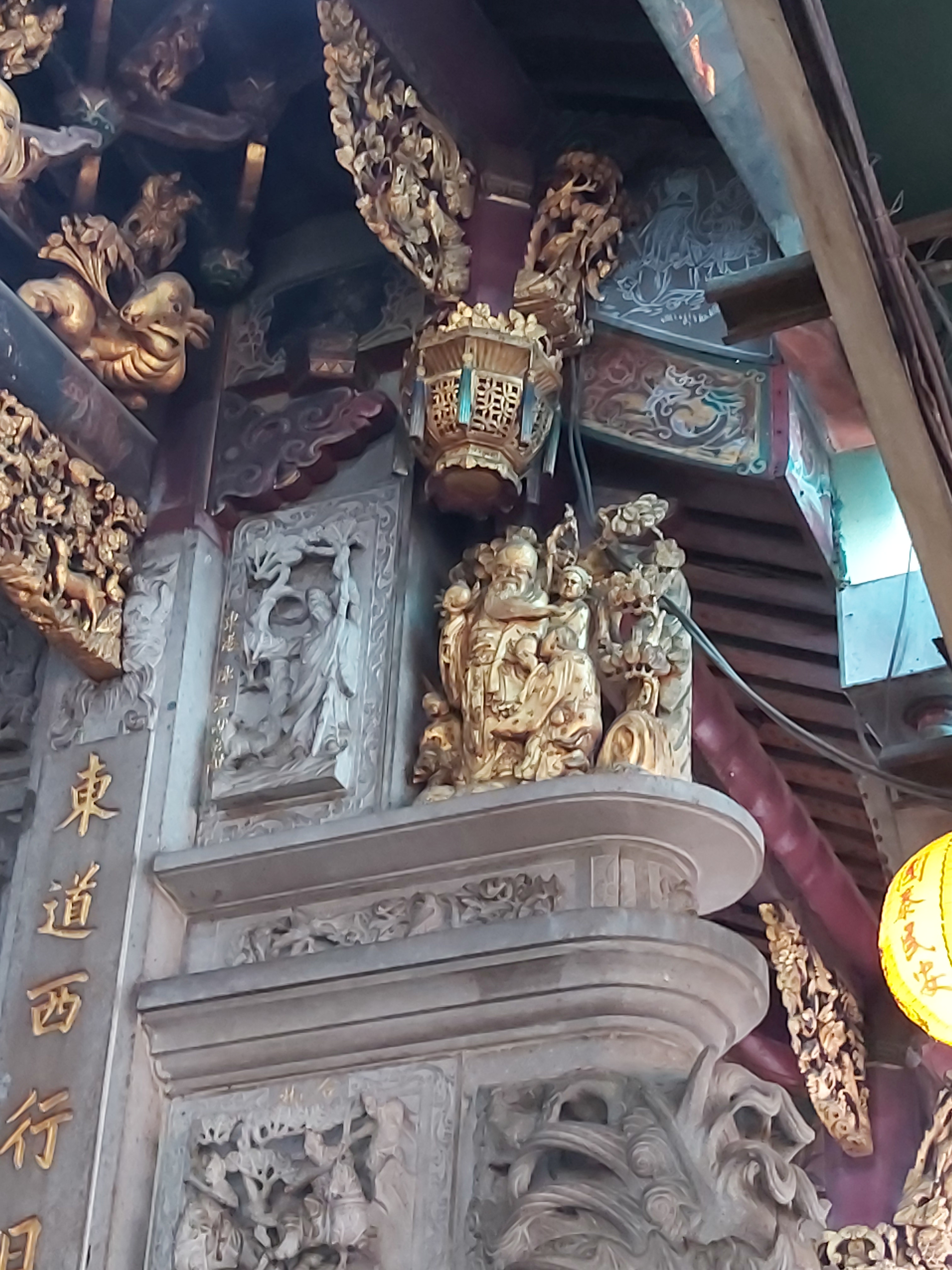
雕飾
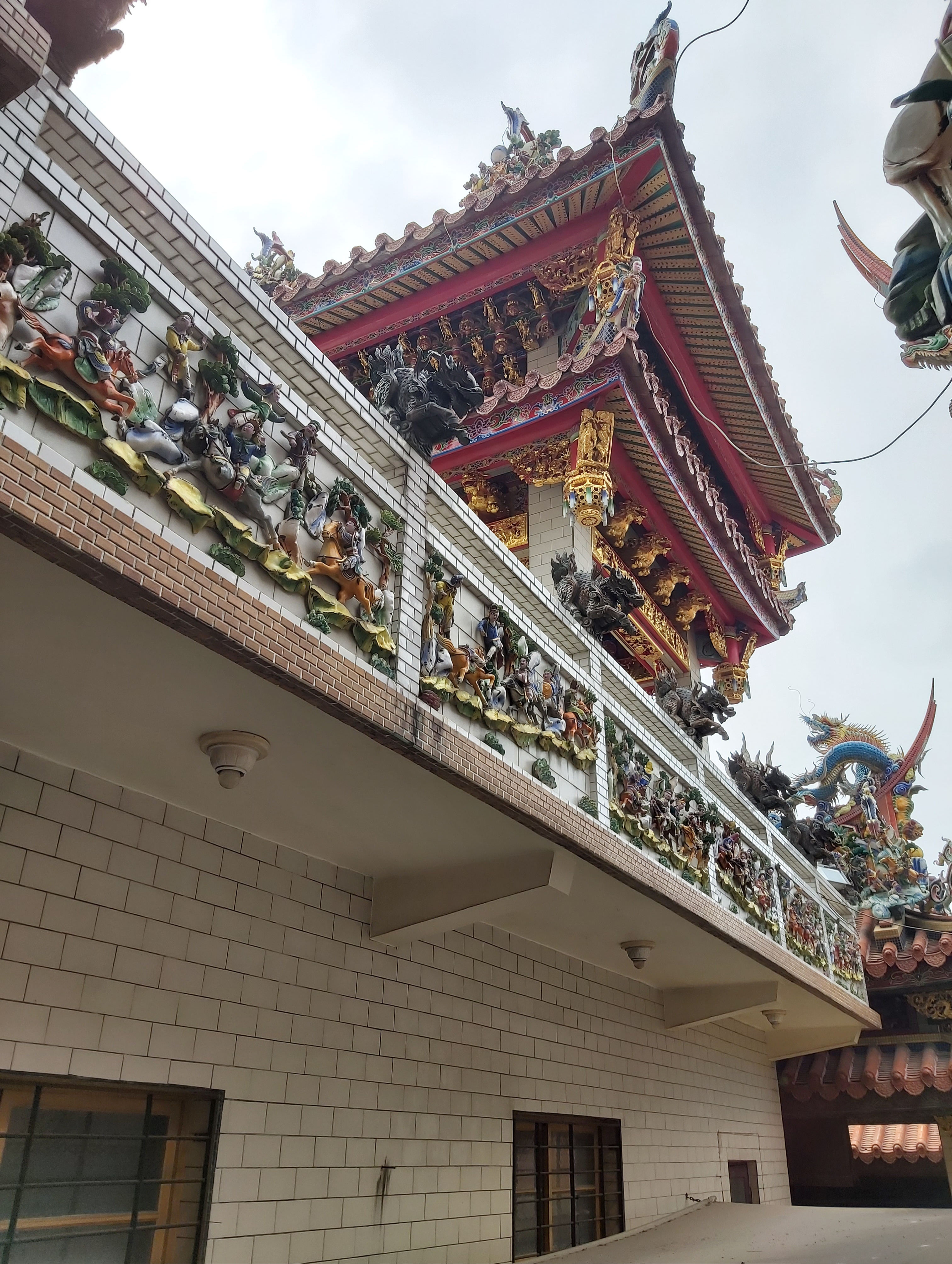
交趾陶
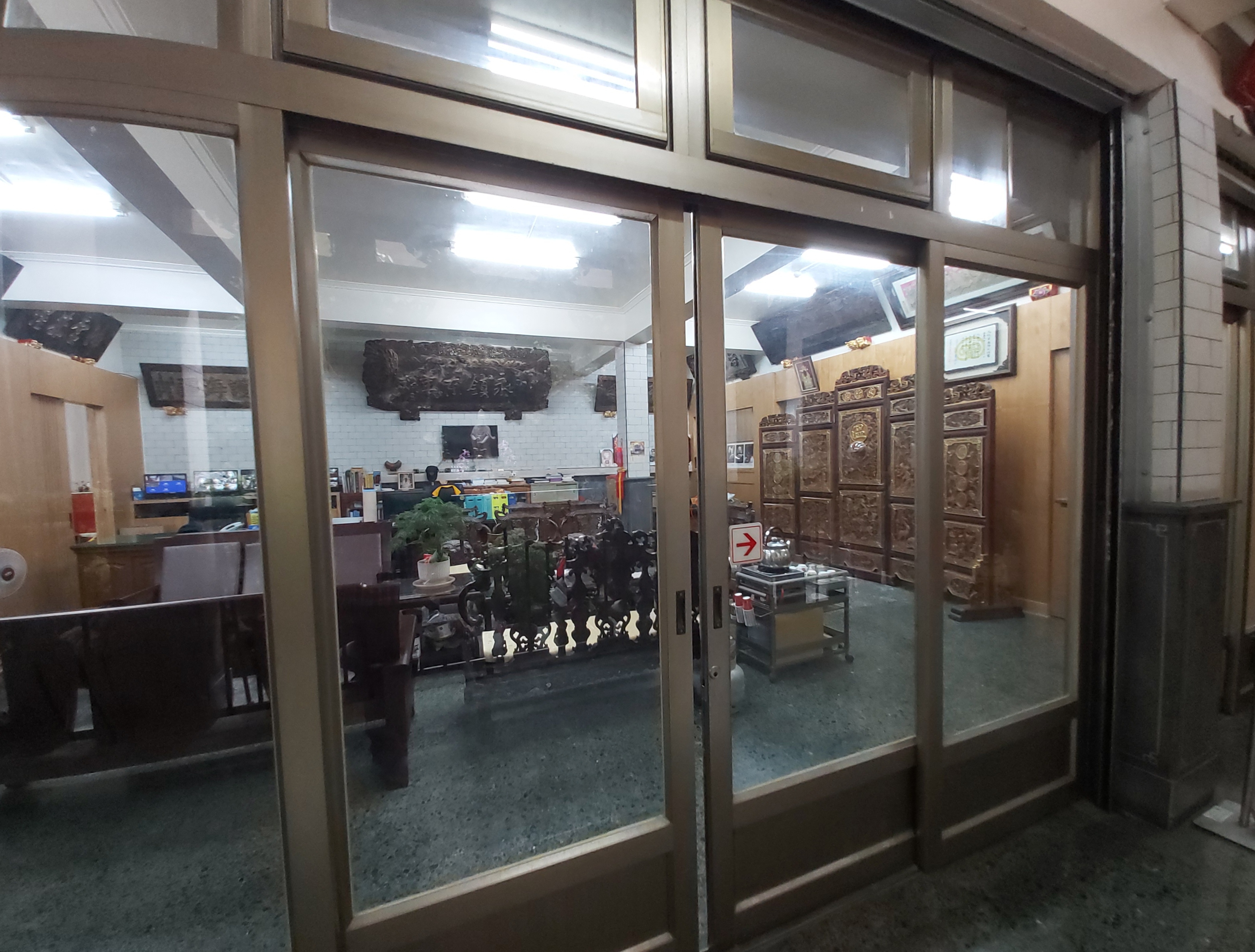
會議室
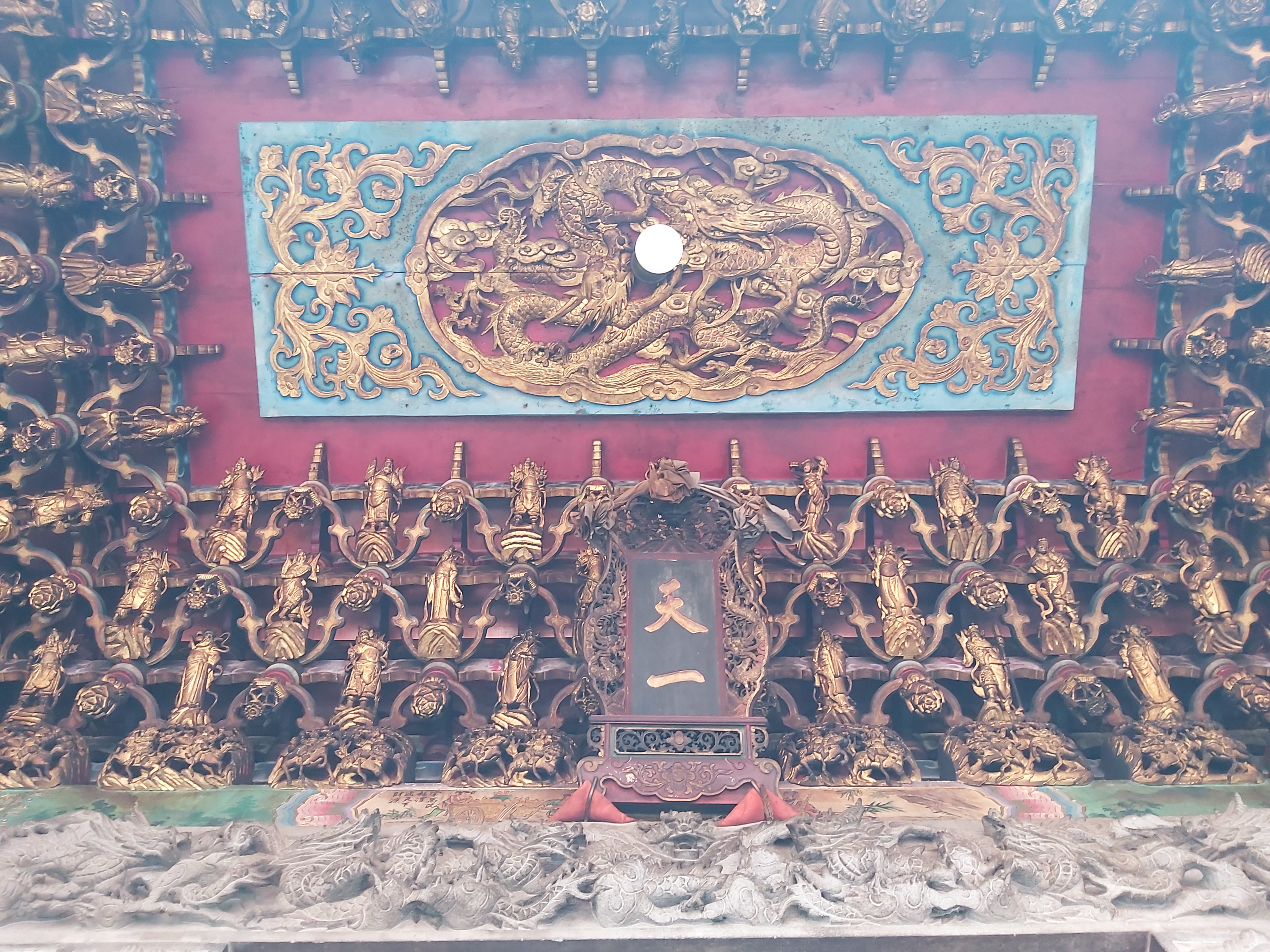
天一匾
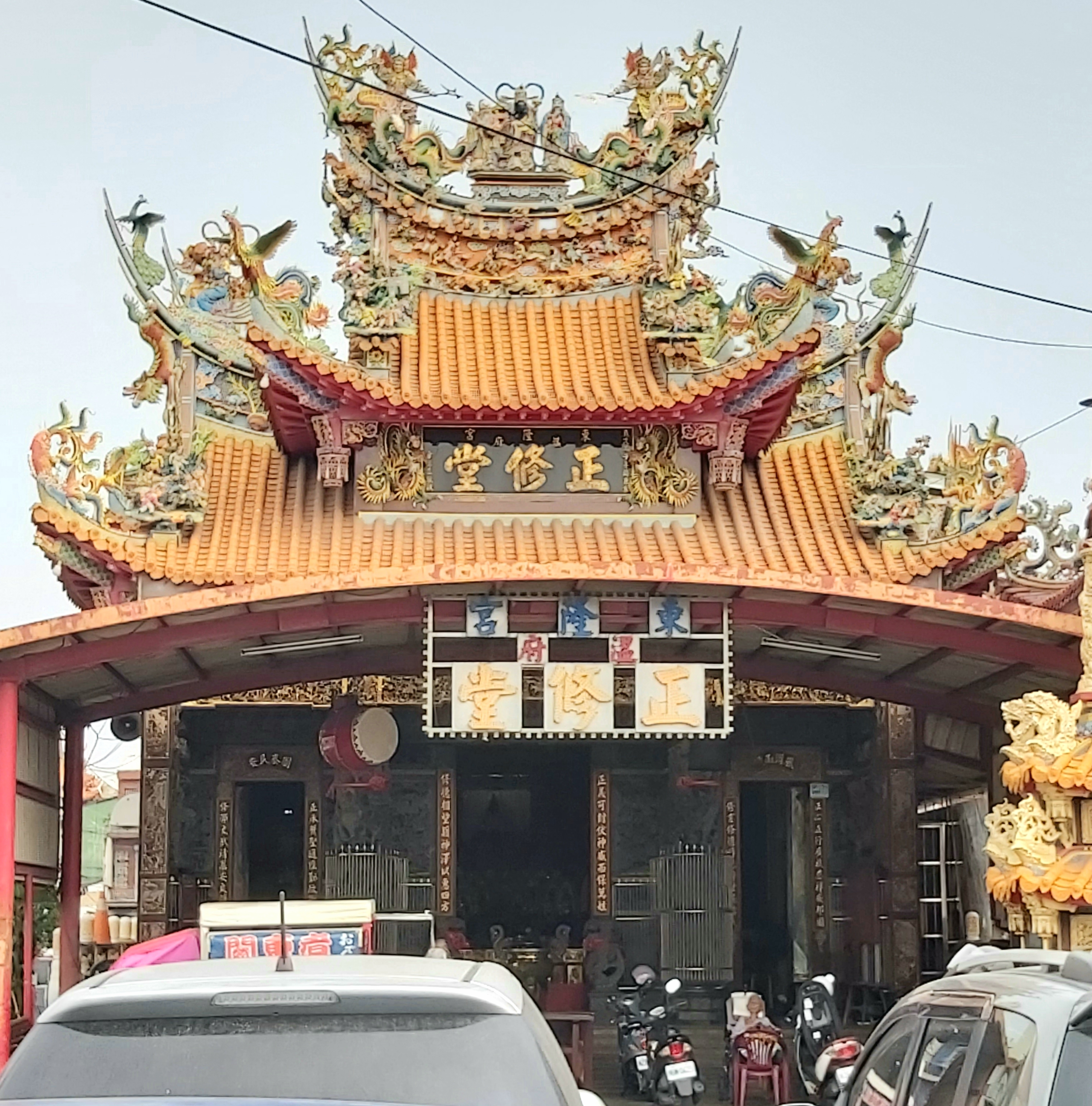
正修堂

## 東港迎王
東港迎王，全名為東港迎王平安祭典，主要以祭拜溫府千歲為藍圖，即成為臺灣西濱地區極富盛名的宗教盛事與觀光慶典，2010年被列為國家重要民俗。
相傳，玉皇上帝為懲罰惡民，特派瘟神下凡罰惡，但因瘟疫而死者卻不計其數，後因感念上天有好生之德，則特派王爺下凡，召回瘟神、賞善罰惡、除病救民，也因此造成往後王爺信仰與瘟神脫離不了關係，所以常常需將載有王爺神像的船（王船），放出海漂流或火化，送走王爺，為全鄉帶來祥和吉利。後來王爺信仰逐漸升格，人們把王爺視為保境安民的大神，則以透過燒王船等祭典祈福保安。
迎王平安祭典聞名臺灣，每三年舉行一次，會於祭典前第二年建造豪華又威嚴的王船，透過繁複的宗教儀式，最後在祭典最後的壓軸好戲：『送王』，將王船火化，希望五位千歲爺與中軍府回駕天庭繳旨時，能帶走鄉里中的不幸、邪氣、還有惡鬼。除此之外，在東港地區的迎王信仰又有另一層含義，迎接奉玉旨代天巡狩千歲爺也視為迎接同為東隆宮主神溫王爺的義結金蘭兄弟，這也就是俗稱的東港溪流域『三十六進士』迎王系統，在迎王期間東港鎮內處處可見家家戶戶辦桌請客，正所謂的『有朋自遠方來，不亦樂乎』。
現今東港迎王平安祭典為期八天七夜，三年一科迎王準備期間大致程序為「角頭職務抽籤」、「第一年值年中軍府安座」、「王船開斧」、「王船立『舟參』」、「王船開光」、「第二年值年與科年中軍府安座」、「進表」、「王府上樑、設置代天府」、「請王(請水)」、「過火」、「王駕出巡遶境」、「祀王」、「遷船」、「敬王」、「王船法會」、「王船添載」、「宴王」、「送王」等等。
除此之外尚有具傳說性的程序及慣例習俗，如：溫王安館、迎接田中央中隆宮與恆春鎮恆隆宮、請王後繞行至新街、升帥旗帥燈、嘉蓮宮迎請大千歲過夜、大總理依古禮敬王、中隆宮割香當科大王香火、王府內執事嚴格『舉案齊眉、跪進酒食』、溫王爺查夜、溫王爺看大戲、班頭作紙、放告、三十六省燈、七隻涼傘、七角頭拜王等等，不勝枚舉。在民國97年（公元2008年）十一月十二日以「東港王船祭」被指定為「臺灣文化資產」之民俗類，經地方人士努力，到民國99年（公元2010年）五月時正名為「東港迎王平安祭典」，且民國100年（公元2011年）十一月時東港東隆宮的迎王平安祭典，被文建會列為國家無形文化資產。

## 神奇銅鐘
東隆宮正殿右側，吊有一口於台灣日治時期打造、沿用至今的銅鐘，係由當時的東港街下頭角信徒，於昭和2年（即公元1927年、民國16年）所捐贈。相傳二次大戰末期，日本軍在中國與東南亞諸國戰事吃緊、加之美軍的反攻已逼近日本本土與台灣，許多戰略資源自然因國際禁運而日漸匱乏，日本本土因此開始向民眾徵收金屬器物以作戰略之用，台灣也響應號召，此口銅鐘也因此無可倖免。後來在送進鋼鐵廠的熔爐時，所有的金屬器物都已化為熔漿，竟發現銅鐘完好無損、經多次重試熔解也損傷不得，鐵工廠人員便意識到此乃神蹟，故而秘密將銅鐘送回東隆宮。至今每逢朔望、與包括迎王祭典在內的多種祭祀場合，廟方人員循古禮鳴鼓擂鐘時，仍使用此口銅鐘進行。

## 趣聞軼事

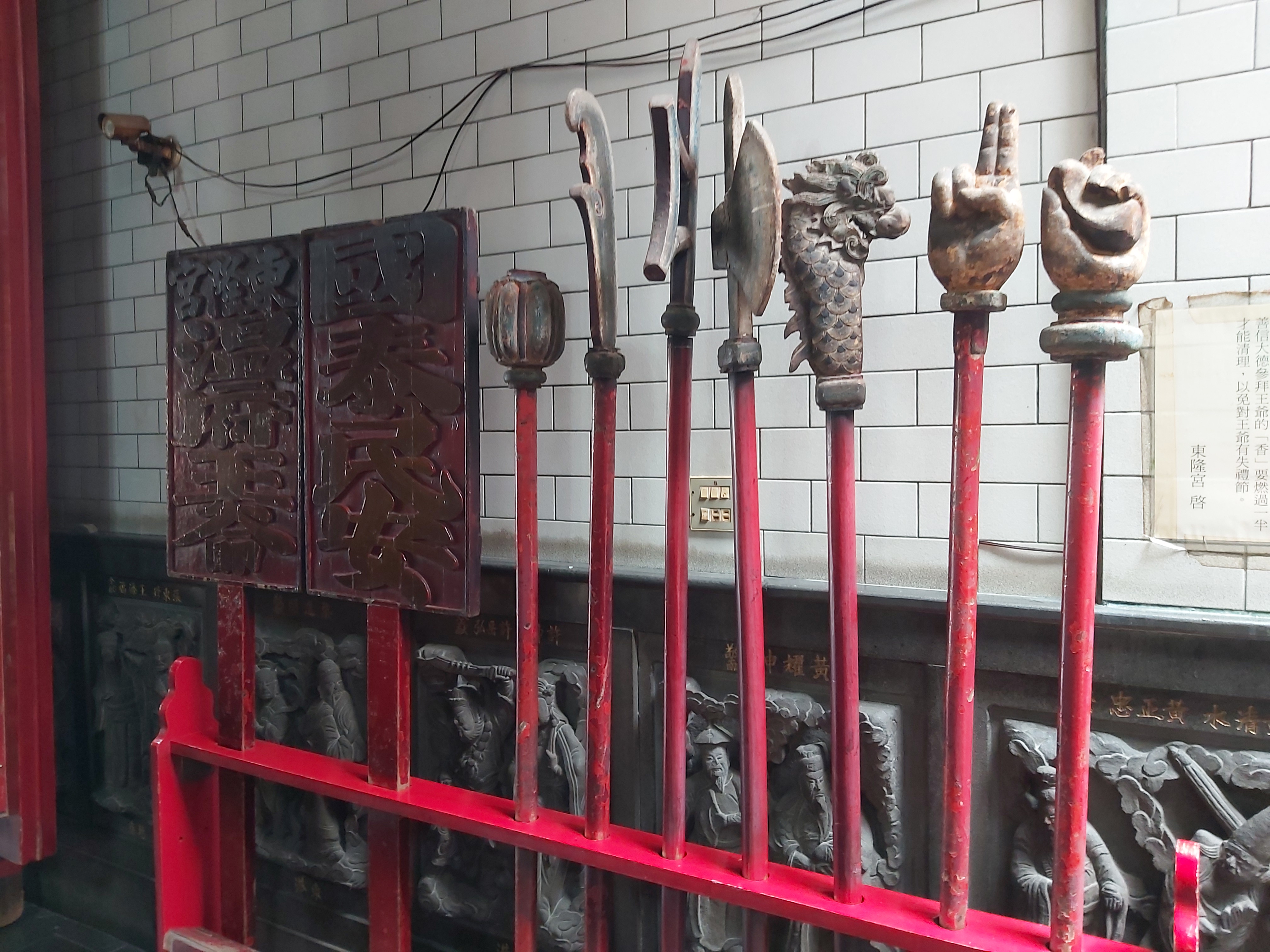
溫府千歲執事牌

- 千歲爺遲到

東港迎王祭典在坊間流傳所謂「千歲爺遲到」的趣聞。據稱在民國83年（公元1994年、農曆甲戌年）甲戌正科迎王祭典最後之送王儀式有照片顯示：有兩位分別穿著紅、綠色唐朝官袍之人，在王船火化歸天時盡速登船，官袍之紅、綠色分別為二千歲與四千歲的代表色，有人說兩王遲到、差點來不及登船，又另有人戲稱兩王熱衷東港名產，在最後時刻享用之餘差點遲到、來不及登船，但此消息至今，還是一個讓屏南地區所有民間信仰信徒難以稽考的謎。
- 龍袍反穿趣聞

曾有前來東隆宮參拜的香客，發現鎮殿王爺神像有龍紋披風（即神衣）反穿的情況，據耆老口述因從前信徒捐獻了新神衣給溫王爺，但新神衣是立體龍繡又相當大號，以致於神像後方紮不下，於是繡坊老闆建議將神衣反穿，發現王爺依然威嚴，也就此延續了下來。而後神衣反穿的軼事，又延伸出「溫府王爺對決澎湖法師」的傳說。相傳在澎湖小法一脈中有一門徒，其人修行有素、法力高強，且諸多委託都分文不取，舉凡作法驅邪、以及看診、開藥、算命等，然而這名法師為人狂傲好鬥、喜歡到處「試法」、挑戰當地神祇，鬥法落敗的神明，一律被法師關進家中櫥櫃內，澎湖大小廟宇皆聞之色變。後來法師耳聞東隆宮溫王爺威靈顯赫，便起意前來屏東東港「踢館」，然而當法師踏進東隆宮、眼見鎮殿王爺神像時，便感到溫王爺名不虛傳、不好對付，但仍以破釜沉舟的心境開始鬥法。孰料法師雙手抱拳、結印作法時，看到溫王爺神像雙目圓睜，鬍鬚怒張，並讓法師看清楚神像，赫見神像的神衣反穿、抵擋了法師的攻擊，法師才得知溫王爺早一步知道有人會來「踢館」，法師冷汗直流的認輸，下跪請求溫王爺讓他回鄉、再看故鄉一眼再收服他，「看見澎湖山，死亦瞑目」。後來就在法師搭船回到澎湖，真切眺望到故鄉一眼後，當眾吐血猝死。此戰過後，又傳聞溫王爺得知這名法師實際心地不壞，便將法師收入溫王幕府，協助溫王爺驅邪、治病和濟世。

## 大改改運

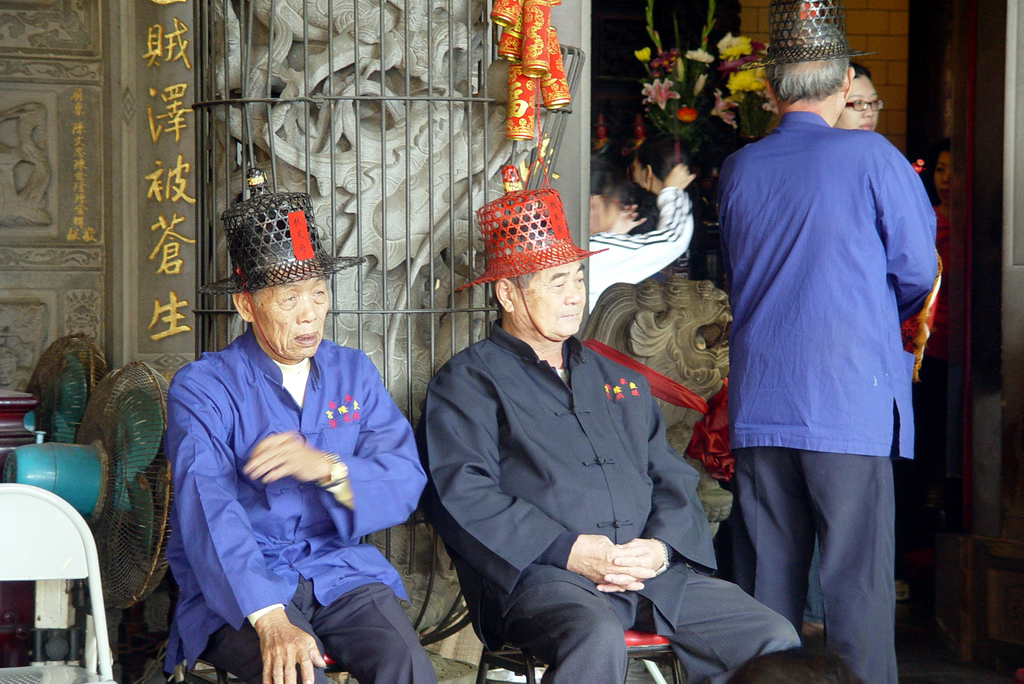
東隆宮裡，頭戴竹編高帽，義務效勞的班頭

東港東隆宮有獨特的大改改運 （页面存档备份，存于）方式。若有運勢不佳的信眾，向神明稟告須改運的緣由請神明查明是否需要大該，擲筊請示獲允後，由廟方振武堂（班頭團的堂號）班頭人員於神前（溫王爺或迎王於中軍府前）責打該信眾。責罰數需向溫王爺擲筊請示，必須是擲到聖筊才算數，大改以二板責罰，打一下代表十下，以一百為基礎，每次擲筊以二十為數，若擲無聖筊時再往上加二十，直到擲到聖筊為止。

## 外部連結
- 東港東隆宮 （页面存档备份，存于）
- 新年求好運 入廟討打  （页面存档备份，存于）

22°27′46.9″N 120°26′55.7″E / 22.463028°N 120.448806°E